# Rusland op de Olympische Zomerspelen 2000
Rusland nam deel aan de Olympische Zomerspelen 2000 in Sydney, Australië. Het was de tweede deelname van het land sinds de ontmanteling van de Sovjet-Unie. Er werden in totaal 89 medailles gewonnen, waardoor ze op een tweede plaats eindigden in het klassement.

## Medailles
| Sport            | Olympiër | Discipline                 | Medaille |
| ---------------- | --- | -------------------------- | -------- |
| Atletiek         | Sergey Klyugin | hoogspringen (m)           | Goud     |
| Atletiek         | Irina Privalova | 400m horden (v)            | Goud     |
| Atletiek         | Yelena Yelesina | hoogspringen (v)           | Goud     |
| Boksen           | Oleg Saitov | -67kg (m)                  | Goud     |
| Boksen           | Aleksandr Lebziak | -81kg (m)                  | Goud     |
| Gymnastiek       | Yulia Barsukova | ritmisch individueel (v)   | Goud     |
| Gymnastiek       | Irina Belova Yelena Chalamova Natalia Lavrova Mariya Netesova Vyera Shimanskaya Irina Zilber | ritmisch team (v)          | Goud     |
| Gymnastiek       | Alexander Moskalenko | trampoline (m)             | Goud     |
| Gymnastiek       | Irina Karavayeva | trampoline (v)             | Goud     |
| Gymnastiek       | Alexei Nemov | rekstok (m)                | Goud     |
| Gymnastiek       | Alexei Nemov | individuele meerkamp (m)   | Goud     |
| Gymnastiek       | Svetlana Khorkina | brug (v)                   | Goud     |
| Gymnastiek       | Elena Zamolodchikova | sprong (v)                 | Goud     |
| Gymnastiek       | Elena Zamolodchikova | vloer (v)                  | Goud     |
| Handbal          | Dmitry Filippov Vyacheslav Gorpishin Oleg Khodkov Eduard Koksharov Denis Krivoshlykov Vasily Kudinov Stanislav Kulinchenko Dmitry Kuzelev Andrey Lavrov Igor Lavrov Sergey Pogorelov Pavel Sukosyan Dmitri Torgovanov Aleksandr Tuchkin Lev Voronin | mannen                     | Goud     |
| Moderne vijfkamp | Dmitri Svatkovskiy | mannen                     | Goud     |
| Schermen         | Pavel Kolobkov | degen (m)                  | Goud     |
| Schermen         | Aleksey Frosin Stanislav Pozdnyakov Sergey Sharikov | sabel team (m)             | Goud     |
| Schermen         | Karina Aznavourian Oxana Ermakova Tatiana Logounova Maria Mazina | degen team (v)             | Goud     |
| Schietsport      | Sergei Alifirenko | 25m snelvuurpistool (m)    | Goud     |
| Schoonspringen   | Igor Lukashin Dmitri Sautin | 10m toren synchroon (m)    | Goud     |
| Schoonspringen   | Vera Ilyina Yuliya Pakhalina | 3m plank synchroon (v)     | Goud     |
| Synchroonzwemmen | Olga Brusnikina Mariya Kiselyova | duet                       | Goud     |
| Synchroonzwemmen | Yelena Antonova Yelena Azarova Olga Brusnikina Mariya Kiselyova Olga Novokshchenova Irina Pershina Yelena Soya Yuliya Vasilyeva Olga Vasyukova | team                       | Goud     |
| Tennis           | Yevgeny Kafelnikov | enkelspel (m)              | Goud     |
| Wielersport      | Viatcheslav Ekimov | tijdrit (m)                | Goud     |
| Worstelen        | Murad Umakhanov | -63kg vrije stijl (m)      | Goud     |
| Worstelen        | Adam Saitiev | -85kg vrije stijl (m)      | Goud     |
| Worstelen        | Sagid Murtazaliev | -97kg vrije stijl (m)      | Goud     |
| Worstelen        | David Musuľbes | -130kg vrije stijl (m)     | Goud     |
| Worstelen        | Varteres Samourgachev | -63kg Grieks-Romeins (m)   | Goud     |
| Worstelen        | Murat Kardanov | -76kg Grieks-Romeins (m)   | Goud     |
| Atletiek         | Tatyana Lebedeva | hink-stap-springen (v)     | Zilver   |
| Atletiek         | Larisa Peleshenko | kogelstoten (v)            | Zilver   |
| Atletiek         | Olga Kuzenkova | kogelslingeren (v)         | Zilver   |
| Atletiek         | Yelena Prokhorova | zevenkamp (v)              | Zilver   |
| Boksen           | Raimkul Malakhbekov | -54kg (m)                  | Zilver   |
| Boksen           | Gaydarbek Gaydarbekov | -75kg (m)                  | Zilver   |
| Boksen           | Sultan Ibragimov | -92kg (m)                  | Zilver   |
| Gewichtheffen    | Valentina Popova | -63kg (v)                  | Zilver   |
| Gymnastiek       | Alexei Bondarenko | rekstok (m)                | Zilver   |
| Gymnastiek       | Alexei Nemov | vloer (m)                  | Zilver   |
| Gymnastiek       | Yekaterina Lobaznyuk | balk (v)                   | Zilver   |
| Gymnastiek       | Svetlana Khorkina | vloer (v)                  | Zilver   |
| Gymnastiek       | Anna Chepeleva Svetlana Khorkina Anastasiya Kolesnikova Yekaterina Lobaznyuk Yelena Produnova Elena Zamolodchikova | meerkamp team (v)          | Zilver   |
| Judo             | Lyubov Bruletova | -48kg (v)                  | Zilver   |
| Kanovaren        | Maxim Opalev | C-1 1000m (m)              | Zilver   |
| Schietsport      | Sergei Alifirenko | 25m snelvuurpistool (m)    | Zilver   |
| Schietsport      | Tatiana Goldobina | 50m geweer 3 houdingen (v) | Zilver   |
| Schietsport      | Svetlana Demina | skeet (v)                  | Zilver   |
| Schoonspringen   | Aleksandr Dobroskok Dmitri Sautin | 3m plank synchroon (m)     | Zilver   |
| Taekwondo        | Natalia Ivanova | +67kg (v)                  | Zilver   |
| Tennis           | Elena Dementieva | enkelspel (v)              | Zilver   |
| Volleybal        | Aleksandr Gerasimov Valeri Goryushev Aleksey Kazakov Vadim Khamuttskikh Aleksey Kuleshov Evgeni Mitkov Ruslan Olikhver Ilya Savelev Igor Shulepov Sergey Tetyukhin Konstantin Ushakov Roman Yakovlev                                                | zaal (m)                   | Zilver   |
| Volleybal        | Yevgeniya Artamonova Anastasiya Belikova Lioubov Chachkova Yekaterina Gamova Yelena Godina Tatyana Gracheva Natalya Morozova Olga Potachova Inessa Sargsyan Elizaveta Tishchenko Elena Tyurina Yelena Vasilevskaya                                  | zaal (v)                   | Zilver   |
| Waterpolo        | Roman Balashov Dmitri Douguine Serguei Garbouzov Dmitry Gorshkov Nikolay Kozlov Nikolai Maximov Andrei Reketchinski Dmitri Stratan Revaz Tchomakhidze Yuri Yatsev Alexander Yerishev Marat Zakirov Irek Zinnourov                                   | mannen                     | Zilver   |
| Wielersport      | Oksana Grishina | sprint (v)                 | Zilver   |
| Worstelen        | Arsen Gitinov | -69kg vrije stijl (m)      | Zilver   |
| Worstelen        | Alexander Karelin | -130kg Grieks-Romeins (m)  | Zilver   |
| Zwemmen          | Alexander Popov | 100m vrije slag (m)        | Zilver   |
| Atletiek         | Vladimir Andreyev | 20km snelwandelen (m)      | Brons    |
| Atletiek         | Denis Kapustin | hink-stap-springen (m)     | Brons    |
| Atletiek         | Maksim Tarasov | polsstokhoogspringen (m)   | Brons    |
| Atletiek         | Sergey Makarov | speerwerpen (m)            | Brons    |
| Atletiek         | Svetlana Goncharenko Olga Kotlyarova Natalya Nazarova Irina Privalova Yuliya Sotnikova Olesya Zykina | 4x400m (v)                 | Brons    |
| Atletiek         | Tatyana Kotova | verspringen (v)            | Brons    |
| Boksen           | Kamil Djamaloudinov | -57kg (m)                  | Brons    |
| Boksen           | Alexander Maletin | -60kg (m)                  | Brons    |
| Gewichtheffen    | Aleksei Petrov | -94kg (m)                  | Brons    |
| Gewichtheffen    | Andrei Chemerkin | +105kg (m)                 | Brons    |
| Gymnastiek       | Alina Kabayeva | ritmisch individueel (v)   | Brons    |
| Gymnastiek       | Alexei Nemov | brug (m)                   | Brons    |
| Gymnastiek       | Alexei Nemov | paard voltige (m)          | Brons    |
| Gymnastiek       | Maxim Aleshin Alexei Bondarenko Dmitri Drevin Nikolai Kryukov Alexei Nemov Yevgeni Podgorny | meerkamp team (m)          | Brons    |
| Gymnastiek       | Yelena Produnova | balk (v)                   | Brons    |
| Gymnastiek       | Yekaterina Lobaznyuk | sprong (v)                 | Brons    |
| Judo             | Youri Stepkine | -100kg (m)                 | Brons    |
| Judo             | Tamerlan Tmenov | +100kg (m)                 | Brons    |
| Roeien           | Oksana Dorodnova Irina Fedotova Yuliya Levina Larisa Merk | dubbel-vier (v)            | Brons    |
| Schermen         | Dmitriy Shevchenko | floret (m)                 | Brons    |
| Schietsport      | Yevgeni Aleinikov | 10m luchtpistool (m)       | Brons    |
| Schietsport      | Maria Feklistova | 50m geweer 3 houdingen (v) | Brons    |
| Schoonspringen   | Dmitri Sautin | 3m plank (m)               | Brons    |
| Schoonspringen   | Dmitri Sautin | 3m plank synchroon (v)     | Brons    |
| Waterpolo        | Marina Akobiya Ekaterina Anikeeva Sofia Konukh Maria Koroleva Natalia Kutuzova Svetlana Kuzina Tatiana Petrova Yuliya Petrova Galina Rytova Elena Smurova Elena Tokun Irina Tolkunova Ekaterina Vasilieva                                           | vrouwen                    | Brons    |
| Wielersport      | Alexei Markov | puntenkoers (m)            | Brons    |
| Wielersport      | Olga Slyusareva | puntenkoers (v)            | Brons    |
| Worstelen        | Aleksei Glushkov | -69kg Grieks-Romeins (m)   | Brons    |
| Zwemmen          | Roman Sloudnov | 100m schoolslag (m)        | Brons    |

## Deelnemers en resulaten

### Atletiek
| Olympiër                                                                                             | Discipline               | Resultaat | Prestatie |
| --- | ------------------------ | --------- | --- |
| Sergey Bychkov                                                                                       | 100m (m)                 | 67e       | serie 10: 6de in 10,68 |
| Aleksandr Ryabov                                                                                     | 200m (m)                 | 42e       | serie 5: 5de in 21,02 |
| Dmitry Golovastov                                                                                    | 400m (m)                 | 23e       | serie 1: 4de in 45,90 kwartfinale 3: 5de in 45,66 |
| Dmitry Bogdanov                                                                                      | 800m (m)                 | 38e       | serie 3: 4de in 1.48,14 |
| Yury Borzakovsky                                                                                     | 800m (m)                 | 6e        | serie 6: 1ste in 1.45,39 halve finale 2: 2de in 1.44,33 finale: 6de in 1.45,83 |
| Artyom Mastrov                                                                                       | 800m (m)                 | 51e       | serie 4: 6de in 1.49,89 |
| Vyacheslav Shabunin                                                                                  | 1500m (m)                | 30e       | serie 2: 9de in 3.41,52 |
| Dmitry Maksimov                                                                                      | 10000m (m)               | 30e       | serie 2: 16de in 28.54,15 |
| Andrey Kislykh                                                                                       | 110m horden (m)          | 26e       | serie 3: 2de in 13,77 kwartfinale 3: 5de in 14,03 |
| Yevgeny Pechonkin                                                                                    | 110m horden (m)          | 15e       | serie 6: 2de in 13,56 kwartfinale 1: 4de in 13,69 halve finale 1: 7de in 13,62 |
| Boris Gorban                                                                                         | 400m horden (m)          | 17e       | serie 2: 2de in 49,44 halve finale 3: 5de in 49,29 |
| Ruslan Mashchenko                                                                                    | 400m horden (m)          | 9e        | serie 1: 3de in 50,01 halve finale 2: 3de in 48,49 |
| Vladislav Shiryayev                                                                                  | 400m horden (m)          | 29e       | serie 8: 3de in 50,39 |
| Vladimir Pronin                                                                                      | 3000m steeplechase (m)   | 17e       | serie 3: 13de in 8.57,69 |
| Sergey Bychkov Aleksandr Ryabov Aleksandr Smirnov Dmitry Vasilyev                                    | 4x100m (m)               | 18e       | serie 5: 4de in 39,29 |
| Dmitry Bogdanov Dmitry Golovastov Ruslan Mashchenko Andrey Semyonov                                  | 4x400m (m)               | 10e       | serie 4: 2de in 3.05,37 halve finale 2: 4de in 3.02,28 |
| Dmitry Kapitonov                                                                                     | marathon (m)             | 34e       | 2:19.38 |
| Pavel Kokin                                                                                          | marathon (m)             | 26e       | 2:18.02 |
| Vladimir Andreyev                                                                                    | 20km snelwandelen (m)    | Brons     | 1:19.27 |
| Ilya Markov                                                                                          | 20km snelwandelen (m)    | 15e       | 1:23.03 |
| Roman Rasskazov                                                                                      | 20km snelwandelen (m)    | 6e        | 1:20.57 |
| Nikolay Matyukhin                                                                                    | 50km snelwandelen (m)    | 5e        | 3:46.37 |
| Vladimir Potemin                                                                                     | 50km snelwandelen (m)    | 26e       | 4:02.38 |
| Valery Spitsyn                                                                                       | 50km snelwandelen (m)    | DNF       | niet gefinisht |
| Daniil Burkenya                                                                                      | verspringen (m)          | 26e       | kwalificatie groep A: 12de met 7,79m |
| Vladimir Malyavin                                                                                    | verspringen (m)          | 12e       | kwalificatie groep B: 5de met 8,03m finale: 12de met 7,67m |
| Kirill Sosunov                                                                                       | verspringen (m)          | 16e       | kwalificatie groep B: 10de met 7,97m |
| Denis Kapustin                                                                                       | hink-stap-springen (m)   | Brons     | kwalificatie groep B: 5de met 17,04m finale: 3de met 17,46m |
| Gennady Markov                                                                                       | hink-stap-springen (m)   | 24e       | kwalificatie groep B: 14de met 16,36m |
| Igor Spasovkhodsky                                                                                   | hink-stap-springen (m)   | 33e       | kwalificatie groep A: 13de met 15,79m |
| Pyotr Brayko                                                                                         | hoogspringen (m)         | 27e       | kwalificatie groep B: 15de met 2,15m |
| Sergey Klyugin                                                                                       | hoogspringen (m)         | Goud      | kwalificatie groep A: 3de met 2,27m finale: 1ste met 2,35m |
| Vyacheslav Voronin                                                                                   | hoogspringen (m)         | 10e       | kwalificatie groep B: 2de met 2,27m finale: 10de met 2,29m |
| Pavel Gerasimov                                                                                      | polsstokhoogspringen (m) | 26e       | kwalificatie groep A: 13de met 5,40m |
| Yevgeny Smiryagin                                                                                    | polsstokhoogspringen (m) | 10e       | kwalificatie groep A: 3de met 5,65m finale: 10de met 5,50m |
| Maksim Tarasov                                                                                       | polsstokhoogspringen (m) | Brons     | kwalificatie groep B: 7de met 5,65m finale: 3de met 5,90m |
| Pavel Chumachenko                                                                                    | kogelstoten (m)          | 18e       | kwalificatie groep B: 9de met 15,40m |
| Aleksandr Borichevsky                                                                                | discuswerpen (m)         | 15e       | kwalificatie groep B: 7de met 61,98m |
| Dmitry Shevchenko                                                                                    | discuswerpen (m)         | 11e       | kwalificatie groep A: 4de met 65,29m finale: 11de met 62,65m |
| Vitaly Sidorov                                                                                       | discuswerpen (m)         | 26e       | kwalificatie groep B: 15de met 60,65m |
| Sergey Makarov                                                                                       | speerwerpen (m)          | Brons     | kwalificatie groep A: 3de met 85,60m finale: 3de met 88,67m |
| Vladimir Ovchinnikov                                                                                 | speerwerpen (m)          | 14e       | kwalificatie groep B: 7de met 82,10m |
| Ilya Konovalov                                                                                       | kogelslingeren (m)       | 5e        | kwalificatie groep A: 6de met 77,07m finale: 5de met 78,56m |
| Vasily Sidorenko                                                                                     | kogelslingeren (m)       | 21e       | kwalificatie groep B: 10de met 74,72m |
| Aleksey Zagorny                                                                                      | kogelslingeren (m)       | 22e       | kwalificatie groep B: 11de met 74,63m |
| Lev Lobodin                                                                                          | tienkamp (m)             | 13e       | 100m: 4de in 10,75 verspringen: 13de met 7,18m kogelstoten: 2de met 15,75m hoogspringen: 25ste met 1,94m 400m: 15de in 48,87 110m horden: 3de in 14,02 discuswerpen: 8ste met 44,55m polsstokhoogspringen: 3de met 5,00m speerwerpen: 23ste met 50,16m 1500m: 24ste in 4.50,73 totaal: 8071 punten |
| Roman Razbeyko                                                                                       | tienkamp (m)             | DNF       | 100m: 35ste in 11,45 verspringen: 26ste met 6,82m kogelstoten: 22ste met 13,98m hoogspringen: 19de met 1,97m 400m: niet gestart |
| |                          |           | |
| Nataliya Ignatova                                                                                    | 100m (v)                 | 22e       | serie 7: 3de in 11,54 kwartfinale 4: 6de in 11,47 |
| Nataliya Pomoshchnikova-Voronova                                                                     | 100m (v)                 | 33e       | serie 9: 4de in 11,47 |
| Marina Trandenkova                                                                                   | 100m (v)                 | 35e       | serie 6: 4de in 11,51 |
| Oksana Ekk                                                                                           | 200m (v)                 | 19e       | serie 1: 4de in 23,17 kwartfinale 2: 6de in 23,17 |
| Irina Khabarova                                                                                      | 200m (v)                 | 25e       | serie 5: 3de in 23,21 kwartfinale 3: 6de in 23,27 |
| Marina Trandenkova                                                                                   | 200m (v)                 | 17e       | serie 7: 4de in 23,31 kwartfinale 1: 5de in 23,10 |
| Olga Kotlyarova                                                                                      | 400m (v)                 | 8e        | serie 7: 2de in 51,99 kwartfinale 2: 3de in 50,97 halve finale 1: 4de in 51,21 finale: 8ste in 51,04 |
| Nataliya Nazarova                                                                                    | 400m (v)                 | 13e       | serie 2: 2de in 52,05 kwartfinale 1: 4de in 51,44 halve finale 1: 6de in 51,83 |
| Svetlana Pospelova                                                                                   | 400m (v)                 | DSQ       | serie 8: 4de in 53,34 |
| Irina Mistyukevich                                                                                   | 800m (v)                 | 14e       | serie 3: 2de in 1.59,73 halve finale 2: 7de in 2.02,95 |
| Olga Raspopova                                                                                       | 800m (v)                 | 16e       | serie 2: 3de in 2.01,95 |
| Nataliya Tsyganova                                                                                   | 800m (v)                 | 19e       | serie 4: 3de in 2.02,26 |
| Nataliya Gorelova                                                                                    | 1500m (v)                | 29e       | serie 3: 10de in 4.12,84 |
| Svetlana Masterkova                                                                                  | 1500m (v)                | DNF       | serie 2: niet gefinisht |
| Lyudmila Rogachova                                                                                   | 1500m (v)                | 16e       | serie 1: 9de in 4.09,81 halve finale 1: 9de in 4.09,18 |
| Tatyana Tomashova                                                                                    | 5000m (v)                | 13e       | serie 3: 3de in 15.08,92 finale: 13de in 15.01,28 |
| Olga Yegorova                                                                                        | 5000m (v)                | 8e        | serie 2: 3de in 15.14,34 finale: 8ste in 14.50,31 |
| Lyudmila Biktasheva                                                                                  | 10000m (v)               | 13e       | serie 1: 9de in 32.52,00 finale: 13de in 31.47,10 |
| Galina Bogomolova                                                                                    | 10000m (v)               | 31e       | serie 2: 16de in 34.06,21 |
| Lidiya Grigoryeva                                                                                    | 10000m (v)               | 9e        | serie 2: 9de in 32.44,43 finale: 9de in 31.21,27 |
| Yuliya Graudyn                                                                                       | 100m horden (v)          | DNF       | serie 4: 4de in 12,98 kwartfinale 2: niet gefinisht |
| Svetlana Laukhova                                                                                    | 100m horden (v)          | 10e       | serie 1: 3de in 12,98 kwartfinale 3: 4de in 12,96 halve finale 2: 5de in 12,95 |
| Nataliya Shekhodanova                                                                                | 100m horden (v)          | 9e        | serie 3: 3de in 13,15 kwartfinale 1: 4de in 12,96 halve finale 1: 5de in 12,92 |
| Nataliya Chulkova                                                                                    | 400m horden (v)          | DNF       | serie 1: niet gefinisht |
| Yuliya Nosova                                                                                        | 400m horden (v)          | 16e       | serie 2: 4de in 56,11 halve finale 1: 8ste in 56,58 |
| Irina Privalova                                                                                      | 400m horden (v)          | Goud      | serie 5: 1ste in 55,89 halve finale 2: 1ste in 54,02 finale: 1ste in 53,02 |
| Nataliya Ignatova Irina Khabarova Marina Kislova Nataliya Pomoshchnikova-Voronova Marina Trandenkova | 4x100m (v)               | 5e        | serie 4: 2de in 43,15 halve finale 1: 4de in 42,84 finale: 5de in 43,02 |
| Svetlana Goncharenko Olga Kotlyarova Natalya Nazarova Irina Privalova Yuliya Sotnikova Olesya Zykina | 4x400m (v)               | Brons     | serie 2: 3de in 3.26,05 finale: 3de in 3.23,46 |
| Madina Biktagirova                                                                                   | marathon (v)             | 5e        | 2:26.33 |
| Lyubov Morgunova                                                                                     | marathon (v)             | 23e       | 2:32.35 |
| Valentina Yegorova                                                                                   | marathon (v)             | DNF       | niet gefinisht |
| Tatyana Gudkova                                                                                      | 20km snelwandelen (v)    | 8e        | 1:32.35 |
| Olga Polyakova                                                                                       | 20km snelwandelen (v)    | DNF       | niet gefinisht |
| Irina Stankina                                                                                       | 20km snelwandelen (v)    | DNF       | niet gefinisht |
| Lyudmila Galkina                                                                                     | verspringen (v)          | 8e        | kwalificatie groep A: 5de met 6,62m finale: 8ste met 6,56m |
| Tatyana Kotova                                                                                       | verspringen (v)          | Brons     | kwalificatie groep B: 4de met 6,66m finale: 6de met 6,83m |
| Olga Rublyova                                                                                        | verspringen (v)          | 4e        | kwalificatie groep B: 5de met 6,65m finale: 4de met 6,79m |
| Inna Lasovskaya                                                                                      | hink-stap-springen (v)   | 19e       | kwalificatie groep B: 9de met 13,75m |
| Tatyana Lebedeva                                                                                     | hink-stap-springen (v)   | Zilver    | kwalificatie groep B: 1ste met 14,91m finale: 2de met 15,00m |
| Oksana Rogova                                                                                        | hink-stap-springen (v)   | 8e        | kwalificatie groep A: 4de met 14,25m finale: 8ste met 13,97m |
| Marina Kuptsova                                                                                      | hoogspringen (v)         | 26e       | kwalificatie groep B: 13de met 1,85m |
| Svetlana Lapina                                                                                      | hoogspringen (v)         | 15e       | kwalificatie groep A: 8ste met 1,92m |
| Yelena Yelesina                                                                                      | hoogspringen (v)         | Goud      | kwalificatie groep A: 1ste met 1,94m finale: 1ste met 2,01m |
| Yelena Belyakova                                                                                     | polsstokhoogspringen (v) | DNF       | kwalificatie groep B: geen geldige poging |
| Svetlana Feofanova                                                                                   | polsstokhoogspringen (v) | DNF       | kwalificatie groep A: geen geldige poging |
| Yelena Isinbayeva                                                                                    | polsstokhoogspringen (v) | DNF       | kwalificatie groep A: geen geldige poging |
| Svetlana Krivelyova                                                                                  | kogelstoten (v)          | 4e        | kwalificatie groep A: 3de met 18,56m finale: 4de met 19,37m |
| Larisa Peleshenko                                                                                    | kogelstoten (v)          | Zilver    | kwalificatie groep B: 3de met 19,08m finale: 2de met 19,92m |
| Olga Ryabinkina                                                                                      | kogelstoten (v)          | 10e       | kwalificatie groep B: 2de met 19,20m finale: 10de met 17,85m |
| Larisa Korotkevich                                                                                   | discuswerpen (v)         | 20e       | kwalificatie groep A: 10de met 58,81m |
| Nataliya Sadova                                                                                      | discuswerpen (v)         | 4e        | kwalificatie groep B: 1ste met 64,62m finale: 4de met 65,00m |
| Oksana Yesipchuk                                                                                     | discuswerpen (v)         | 17e       | kwalificatie groep A: 8ste met 59,51m |
| Yekaterina Ivakina                                                                                   | speerwerpen (v)          | 24e       | kwalificatie groep A: 10de met 55,58m |
| Tatyana Shikolenko                                                                                   | speerwerpen (v)          | 7e        | kwalificatie groep B: 3de met 61,54m finale: 7de met 62,91m |
| Alla Davydova                                                                                        | kogelslingeren (v)       | 18e       | kwalificatie groep A: 10de met 60,86m |
| Tatyana Konstantinova                                                                                | kogelslingeren (v)       | 15e       | kwalificatie groep B: 8ste met 61,48m |
| Olga Kuzenkova                                                                                       | kogelslingeren (v)       | Zilver    | kwalificatie groep A: 1ste met 70,60m (OR) finale: 2de met 69,77m |
| Dina Koritskaya                                                                                      | zevenkamp (v)            | 15e       | 100m horden: 18de in 13,88 hoogspringen: 16de met 1,72m kogelstoten: 14de met 13,53m 200m: 5de in 24,08 verspringen: 26ste met 5,56m speerwerpen: 22ste met 40,67m 800m: 2de in 2.09,77 totaal: 5975 punten                                                                                        |
| Yelena Prokhorova                                                                                    | zevenkamp (v)            | Zilver    | 100m horden: 12de in 13,63 hoogspringen: 5de met 1,81m kogelstoten: 19de met 13,21m 200m: 2de in 23,72 verspringen: 1ste met 6,59m speerwerpen: 11de met 45,05m 800m: 3de in 2.10,32 totaal: 6531 punten                                                                                           |
| Nataliya Roshchupkina                                                                                | zevenkamp (v)            | 6e        | 100m horden: 14de in 13,70 hoogspringen: 1ste met 1,84m kogelstoten: 8ste met 14,03m 200m: 1ste in 23,53 verspringen: 27ste met 5,47m speerwerpen: 14de met 43,87m 800m: 7de in 2.12,24 totaal: 6237 punten                                                                                        |

### Badminton
| Olympiër                          | Discipline     | Resultaat | Prestatie |
| --------------------------------- | -------------- | --------- | --- |
| Ella Karachkova                   | enkelspel (v)  | 17e       | 1ste ronde: vrij 2de ronde: V van CHN Dai: 0-2 (3-11, 5-11)                                                      |
| Marina Yakusheva                  | enkelspel (v)  | 17e       | 1ste ronde: vrij 2de ronde: V van JPN Mizui: 0-2 (10-11, 6-11)                                                   |
| Irina Ruslyakova Marina Yakusheva | dubbelspel (v) | 9e        | 1ste ronde: W van JPN Igawa/Nagamine: 2-0 (15-9, 15-11) 2de ronde: V van DEN Kirkegaard/Olsen: 0-2 (16-17, 5-15) |

### Basketbal

#### Mannen
| Olympiër | Discipline | Resultaat | Prestatie |
| --- | ---------- | --------- | --- |
| Ruslan Avleyev Aleksandr Bashminov Sergey Bazarevich Sergey Chikalkin Andrey Fetisov Andrey Kirilenko Yevgeny Kisurin Valentin Kubrakov Nikita Morgunov Sergey Panov Yevgeny Pashutin Zakhar Pashutin | mannen     | 8e        | groep B: 4de V van Joegoslavië: 60-66 W van Spanje: 71-63 V van Australië: 71-75 W van Canada: 77-59 W van Angola: 88-65 kwartfinale: V van Verenigde Staten: 70-85 7-8ste plek: V van Canada: 83-86 |

| Groep B |             |             |             |             |            |            |            |        |
| #       | Land        | Wedstrijden | Wedstrijden | Wedstrijden | Doelpunten | Doelpunten | Doelpunten | Punten |
| #       | Land        | G           | W           | V           | V          | T          | Saldo      | Punten |
| 1       | Canada      | 5           | 4           | 1           | 433        | 373        | +60        | 9      |
| 2       | Joegoslavië | 5           | 4           | 1           | 372        | 338        | +34        | 9      |
| 3       | Australië   | 5           | 3           | 2           | 408        | 407        | +1         | 8      |
| 4       | Rusland     | 5           | 3           | 2           | 367        | 328        | +39        | 8      |
| 5       | Spanje      | 5           | 1           | 4           | 349        | 376        | -27        | 6      |
| 6       | Angola      | 5           | 0           | 5           | 303        | 410        | -107       | 5      |

| Ronde        | Datum  | Plaats           | Land  | Score   | Land |
| ------------ | ------ | ---------------- | ----- | ------- | ---- |
| Groepsfase   |        |                  |       |         |      |
| 17 september | Sydney | Joegoslavië      | 66-60 | Rusland |      |
| 19 september | Sydney | Rusland          | 71-63 | Spanje  |      |
| 21 september | Sydney | Australië        | 75-71 | Rusland |      |
| 23 september | Sydney | Rusland          | 77-59 | Canada  |      |
| 25 september | Sydney | Angola           | 65-88 | Rusland |      |
| Kwartfinale  |        |                  |       |         |      |
| 28 september | Sydney | Verenigde Staten | 85-70 | Rusland |      |
| 7-8ste plek  |        |                  |       |         |      |
| 30 september | Sydney | Canada           | 86-83 | Rusland |      |

#### Vrouwen
| Olympiër | Discipline | Resultaat | Prestatie |
| --- | ---------- | --------- | --- |
| Svetlana Abrosimova Anna Arkhipova Olga Arteshina Yelena Khudashova Yevgeniya Nikonova Yelena Pshikova Irina Rutkovskaya Elen Shakirova Yuliya Skopa Mariya Stepanova Irina Sumnikova Nataliya Zasulskaya | vrouwen    | 6e        | groep B: 2de W van Cuba: 72-62 W van Polen: 84-46 V van Verenigde Staten: 77-88 V van Zuid-Korea: 73-75 W van Nieuw-Zeeland: 92-54 kwartfinale: V van Brazilië: 67-68 5-6de plek: V van Frankrijk: 59-71 |

| Groep B |                  |             |             |             |            |            |            |        |
| #       | Land             | Wedstrijden | Wedstrijden | Wedstrijden | Doelpunten | Doelpunten | Doelpunten | Punten |
| #       | Land             | G           | W           | V           | V          | T          | Saldo      | Punten |
| 1       | Verenigde Staten | 5           | 5           | 0           | 446        | 312        | +134       | 10     |
| 2       | Rusland          | 5           | 3           | 2           | 398        | 325        | +73        | 8      |
| 3       | Zuid-Korea       | 5           | 3           | 2           | 343        | 296        | +47        | 8      |
| 4       | Polen            | 5           | 3           | 2           | 327        | 339        | −12        | 8      |
| 5       | Cuba             | 5           | 1           | 4           | 318        | 358        | −40        | 6      |
| 6       | Nieuw-Zeeland    | 5           | 0           | 5           | 304        | 396        | −92        | 5      |

| Ronde        | Datum  | Plaats           | Land  | Score      | Land |
| ------------ | ------ | ---------------- | ----- | ---------- | ---- |
| Groepsfase   |        |                  |       |            |      |
| 16 september | Sydney | Cuba             | 62-72 | Rusland    |      |
| 28 september | Sydney | Rusland          | 84-46 | Polen      |      |
| 20 september | Sydney | Verenigde Staten | 88-77 | Rusland    |      |
| 22 september | Sydney | Rusland          | 73-75 | Zuid-Korea |      |
| 24 september | Sydney | Nieuw-Zeeland    | 54-92 | Rusland    |      |
| Kwartfinale  |        |                  |       |            |      |
| 27 september | Sydney | Rusland          | 67-68 | Brazilië   |      |
| 5-6de plek   |        |                  |       |            |      |
| 29 september | Sydney | Frankrijk        | 71-59 | Rusland    |      |

### Boksen
| Olympiër            | Discipline  | Resultaat | Prestatie |
| ------------------- | ----------- | --------- | --- |
| Sergey Kazakov      | -48kg (m)   | 17e       | 1ste ronde: V van USA Viloria: 6-8 |
| Ilfat Raziapov      | -51kg (m)   | 9e        | 1ste ronde: vrij 2de ronde: V van ARM Darchinyan: 11-20 |
| Raimkul Malakhbekov | -54kg (m)   | Zilver    | 1ste ronde: W van ARG Labarda: scheidsrechterlijke beslissing 2de ronde: W van GEO Khurtsilava: 13-7 kwartfinale: W van UZB Rahimov: 16-10 halve finale: W van UKR Danylchenko: 15-10 finale: V van CUB Rigondeaux: 12-18                              |
| Kamil Djamaloudinov | -57kg (m)   | Brons     | 1ste ronde: W van LTU Bičiulaitis: 9-5 2de ronde: W van MEX Bojado: 15-12 kwartfinale: W van CUB Aguilera: 17-12 halve finale: V van USA Juarez: 12-23                                                                                                 |
| Alexander Maletin   | -60kg (m)   | Brons     | 1ste ronde: W van AZE Nuriddinovun: 14-5 2de ronde: W van VEN López: scheidsrechterlijke beslissing kwartfinale: W van TUR Palyani: scheidsrechterlijke beslissing halve finale: V van CUB Kindelán: 15-27                                             |
| Alexander Maletin   | -63,5kg (m) | 5e        | 1ste ronde: W van TUN Khelifi: 14-9 2de ronde: W van KOR Hwang: 14-10 kwartfinale: V van USA Williams: 12-17 |
| Oleg Saitov         | -67kg (m)   | Goud      | 1ste ronde: vrij 2de ronde: W van COL Calderón: 15-1 kwartfinale: W van AZE Khairov: 10-10 halve finale: W van ROU Simion: 19-10 finale: W van UKR Dotsenko: 24-16                                                                                     |
| Andrey Mishin       | -71kg (m)   | 17e       | 1ste ronde: V van FRA Esther: 11-16 |
| Raimkul Malakhbekov | -75kg (m)   | Zilver    | 1ste ronde: W van UZB Haydarov: 11-10 2de ronde: W van NGR Albert: 15-9 kwartfinale: W van USA Lacy: scheidsrechterlijke beslissing halve finale: W van HUN Erdei: 24-16 finale: V van CUB Gutiérrez: 15-17                                            |
| Aleksandr Lebziak   | -81kg (m)   | Goud      | 1ste ronde: W van SEN Fall: scheidsrechterlijke beslissing 2de ronde: W van AUS Green: scheidsrechterlijke beslissing kwartfinale: W van FRA Dovi: 13-11 halve finale: W van UZB Mihaylov: scheidsrechterlijke beslissing finale: W van CZE Kraj: 20-6 |
| Sultan Ibragimov    | -91kg (m)   | Zilver    | 1ste ronde: W van SAM Lalau: scheidsrechterlijke beslissing kwartfinale: W van FRA Chanet: 18-13 halve finale: W van GEO Chanturia: 19-4 finale: V van CUB Savón: 13-21                                                                                |
| Alexei Lezin        | +91kg (m)   | 9e        | 1ste ronde: V van GBR Harrison: scheidsrechterlijke beslissing |

### Boogschieten
| Olympiër                                          | Discipline      | Resultaat | Prestatie |
| ------------------------------------------------- | --------------- | --------- | --- |
| Bair Badënov                                      | individueel (m) | 52e       | plaatsingsronde: 39ste met 618 punten 1ste ronde: V van UKR Antonov: 153-164 |
| Yuri Leontiev                                     | individueel (m) | 34e       | plaatsingsronde: 40ste met 617 punten 1ste ronde: V van FRA de Grandis: 163-171 |
| Balzhinima Tsyrempilov                            | individueel (m) | 7e        | plaatsingsronde: 17de met 635 punten 1ste ronde: W van NZL Ebden: 168-147 2de ronde: W van POL Mikos: 163-154 3de ronde: W van KOR Jang: 167-164 kwartfinale: V van AUS Fairweather: 104-113                   |
| Bair Badënov Yuri Leontiev Balzhinima Tsyrempilov | team (m)        | 4e        | plaatsingsronde: 12de met 1870 punten 1ste ronde: W van Nederland: 248-241 kwartfinale: W van Turkije: 247-245 halve finale: V van Zuid-Korea: 229-240 bronzen finale: V van Verenigde Staten: 239-239 (26-29) |
|                                                   |                 |           | |
| Natalia Bolotova                                  | individueel (v) | 6e        | plaatsingsronde: 21ste met 634 punten 1ste ronde: W van GRE Psarra: 161-154 2de ronde: W van TPE Lin: 158-157 3de ronde: W van POL Łęcka: 161-157 kwartfinale: V van KOR Yun: 105-110                          |

### Gewichtheffen
| Olympiër              | Discipline | Resultaat | Prestatie                                                         |
| --------------------- | ---------- | --------- | ----------------------------------------------------------------- |
| Aleksey Bortkov       | -62kg (m)  | DNF       | trekken: geen geldige poging                                      |
| Yury Myshkovets       | -85kg (m)  | 13e       | trekken: 12de met 162,5kg stoten: 15de met 192,5kg totaal: 355kg  |
| Aleksei Petrov        | -94kg (m)  | Brons     | trekken: 4de met 180,0kg stoten: 1ste met 222,5kg totaal: 402,5kg |
| Evgeny Chigishev      | -105kg (m) | 5e        | trekken: 5de met 190,0kg stoten: 6de met 225,0kg totaal: 415,0kg  |
| Evgeny Shishlyannikov | -105kg (m) | 5e        | trekken: 8ste met 187,5kg stoten: geen geldige poging             |
| Andrei Chemerkin      | +105kg (m) | Brons     | trekken: 5de met 202,5kg stoten: 3de met 260,0kg totaal: 462,5kg  |
|                       |            |           |                                                                   |
| Valentina Popova      | -63kg (v)  | Zilver    | trekken: 2de met 107,5kg stoten: 2de met 127,5kg totaal: 235,0kg  |
| Irina Kasimova        | -69kg (v)  | 6e        | trekken: 10de met 100,0kg stoten: 6de met 130,0kg totaal: 230,0kg |
| Svetlana Khabirova    | -75kg (v)  | 6e        | trekken: 8ste met 102,5kg stoten: 5de met 125,0kg totaal: 227,5kg |

### Gymnastiek
| Olympiër | Discipline               | Resultaat     | Prestatie |
| Ritmisch | Ritmisch                 | Ritmisch      | Ritmisch |
| --- | ------------------------ | ------------- | --- |
| Yulia Barsukova | individueel (v)          | Goud          | kwalificatie: 3de touw: 3de met 9,900 punten hoepel: 3de met 9,900 punten bal: 3de met 9,900 punten lint: 3de met 9,900 punten totaal: 39,600 punten finale: 1ste touw: 3de met 9,883 punten hoepel: 1ste met 9,900 punten bal: 3de met 9,916 punten lint: 2de met 9,933 punten totaal: 39,632 punten |
| Alina Kabaeva | individueel (v)          | Brons         | kwalificatie: 1ste touw: 1ste met 9,916 punten hoepel: 1ste met 9,925 punten bal: 1ste met 9,925 punten lint: 1ste met 9,925 punten totaal: 39,691 punten finale: 3de touw: 1ste met 9,925 punten hoepel: 9de met 9,641 punten bal: 1ste met 9,950 punten lint: 1ste met 9,950 punten totaal: 39,466 punten |
| Irina Belova Yelena Chalamova Natalia Lavrova Mariya Netesova Vyera Shimanskaya Irina Zilber                       | ritmisch team (v)        | Goud          | kwalificatie: 2de knotsen: 2de met 19,700 punten hoepel/lint: 2de met 19,666 punten totaal: 39,366 punten finale: 1ste knotsen: 1ste met 19,800 punten hoepel/lint: 2de met 19,700 punten totaal: 39,500 punten |
| Trampoline |                          |               | |
| Alexander Moskalenko                                                                                               | mannen                   | Goud          | kwalificatie: 1ste met 69,00 punten finale: 1ste met 41,70 punten |
| |                          |               | |
| Irina Karavayeva                                                                                                   | vrouwen                  | Goud          | kwalificatie: 2de met 65,20 punten finale: 1ste met 38,90 punten |
| Turnen |                          |               | |
| Maksim Alyoshin | brug (m)                 | 65e           | kwalificatie: 65ste met 8,950 punten |
| Aleksey Bondarenko                                                                                                 | brug (m)                 | 27e           | kwalificatie: 27ste met 9,525 punten |
| Nikolay Kryukov | brug (m)                 | 68e           | kwalificatie: 68ste met 8,812 punten |
| Aleksey Nemov | brug (m)                 | Brons         | kwalificatie: 5de met 9,675 punten finale: 3de met 9,800 punten |
| Yevgeny Podgorny                                                                                                   | brug (m)                 | 29e           | kwalificatie: 29ste met 9,512 punten |
| Maksim Alyoshin | paard voltige (m)        | 62e           | kwalificatie: 62ste met 9,100 punten |
| Aleksey Bondarenko                                                                                                 | paard voltige (m)        | 12e           | kwalificatie: 12de met 9,712 punten |
| Nikolay Kryukov | paard voltige (m)        | 8e            | kwalificatie: 7de met 9,750 punten finale: 8ste met 9,700 punten |
| Aleksey Nemov | paard voltige (m)        | Brons         | kwalificatie: 2de met 9,787 punten finale: 3de met 9,800 punten |
| Yevgeny Podgorny                                                                                                   | paard voltige (m)        | 60e           | kwalificatie: 60ste met 9,125 punten |
| Maksim Alyoshin | rekstok (m)              | kwalificatie* | kwalificatie: 1ste met 9,787 punten |
| Aleksey Bondarenko                                                                                                 | rekstok (m)              | 4e            | kwalificatie: 5de met 9,750 punten finale: 4de met 9,762 punten |
| Nikolay Kryukov | rekstok (m)              | 29e           | kwalificatie: 29ste met 9,625 punten |
| Aleksey Nemov | rekstok (m)              | Goud          | kwalificatie: 1ste met 9,787 punten finale: 1ste met 9,787 punten |
| Yevgeny Podgorny                                                                                                   | rekstok (m)              | 64e           | kwalificatie: 64ste met 9,162 punten |
| Maksim Alyoshin | ringen (m)               | 18e           | kwalificatie: 18de met 9,575 punten |
| Aleksey Bondarenko                                                                                                 | ringen (m)               | 14e           | kwalificatie: 14de met 9,600 punten |
| Nikolay Kryukov | ringen (m)               | 26e           | kwalificatie: 26ste met 9,537 punten |
| Aleksey Nemov | ringen (m)               | 14e           | kwalificatie: 14de met 9,600 punten |
| Yevgeny Podgorny                                                                                                   | ringen (m)               | 39e           | kwalificatie: 39ste met 9,462 punten |
| Maksim Alyoshin | sprong (m)               | 25e           | kwalificatie: 25ste met 9,575 punten |
| Aleksey Bondarenko                                                                                                 | sprong (m)               | Zilver        | kwalificatie: 3de met 9,750 punten finale: 2de met 9,587 punten |
| Nikolay Kryukov | sprong (m)               | 21e           | kwalificatie: 21ste met 9,612 punten |
| Aleksey Nemov | sprong (m)               | 4e            | kwalificatie: 6de met 9,712 punten finale: 4de met 9,456 punten |
| Yevgeny Podgorny                                                                                                   | sprong (m)               | 37e           | kwalificatie: 37ste met 9,357 punten |
| Maksim Alyoshin | vloer (m)                | 34e           | kwalificatie: 34ste met 9,287 punten |
| Aleksey Bondarenko                                                                                                 | vloer (m)                | 16e           | kwalificatie: 16de met 9,475 punten |
| Dmitry Drevin | vloer (m)                | 36e           | kwalificatie: 36ste met 9,225 punten |
| Aleksey Nemov | vloer (m)                | Zilver        | kwalificatie: 1ste met 9,800 punten finale: 2de met 9,800 punten |
| Yevgeny Podgorny                                                                                                   | vloer (m)                | 8e            | kwalificatie: 6de met 9,625 punten finale: 8ste met 8,550 punten |
| Maksim Alyoshin | individuele meerkamp (m) | 19e           | kwalificatie: 24ste brug: 65ste met 8,950 punten paard voltige: 62ste met 9,100 punten rekstok: 1ste met 9,787 punten ringen: 18de met 9,575 punten sprong: 25ste met 9,575 punten vloer: 34ste met 9,287 punten totaal: 56,274 punten finale: 19de brug: 21ste met 9,550 punten paard voltige: 33ste met 9,000 punten rekstok: 11de met 9,700 punten ringen: 30ste met 9,412 punten sprong: 20ste met 9,412 punten vloer: 18de met 9,325 punten totaal: 56,399 punten |
| Aleksey Bondarenko                                                                                                 | individuele meerkamp (m) | 7e            | kwalificatie: 3de brug: 27ste met 9,525 punten paard voltige: 12de met 9,712 punten rekstok: 5de met 9,750 punten ringen: 14de met 9,600 punten sprong: 3de met 9,750 punten vloer: 16de met 9,475 punten totaal: 57,812 punten finale: 7de brug: 11de met 9,675 punten paard voltige: 5de met 9,725 punten rekstok: 3de met 9,775 punten ringen: 14de met 9,600 punten sprong: 21ste met 9,400 punten vloer: 6de met 9,637 punten totaal: 57,924 punten               |
| Aleksey Nemov | individuele meerkamp (m) | Goud          | kwalificatie: 1ste brug: 5de met 9,675 punten paard voltige: 2de met 9,787 punten rekstok: 1ste met 9,787 punten ringen: 14de met 9,600 punten sprong: 6de met 9,712 punten vloer: 1ste met 9,800 punten totaal: 58,361 punten finale: 1ste brug: 1ste met 9,775 punten paard voltige: 1ste met 9,775 punten rekstok: 2de met 9,787 punten ringen: 5de met 9,687 punten sprong: 7de met 9,650 punten vloer: 1ste met 9,800 punten totaal: 58,474 punten                |
| Yevgeny Podgorny                                                                                                   | individuele meerkamp (m) | kwalificatie  | kwalificatie: 25ste brug: 29ste met 9,512 punten paard voltige: 60ste met 9,125 punten rekstok: 64ste met 9,162 punten ringen: 39ste met 9,462 punten sprong: 37ste met 9,387 punten vloer: 6de met 9,625 punten totaal: 56,273 punten |
| Maxim Aleshin Alexei Bondarenko Dmitri Drevin Nikolai Kryukov Alexei Nemov Yevgeni Podgorny                        | meerkamp team (m)        | Brons         | kwalificatie: 1ste brug: 8ste met 37,662 punten paard voltige: 6de met 38,374 punten rekstok: 1ste met 38,949 punten ringen: 2de met 38,312 punten sprong: 1ste met 38,649 punten vloer: 2de met 38,187 punten totaal: 230,133 punten finale: 3de brug: 3de met 38,411 punten paard voltige: 6de met 37,974 punten rekstok: 4de met 38,374 punten ringen: 1ste met 38,487 punten sprong: 1ste met 38,736 punten vloer: 2de met 38,037 punten totaal: 230,019 punten    |
| |                          |               | |
| Svetlana Khorkina                                                                                                  | balk (v)                 | 12e           | kwalificatie: 12de met 9,662 punten |
| Anastasiya Kolesnikova                                                                                             | balk (v)                 | 20e           | kwalificatie: 20ste met 9,587 punten |
| Yekaterina Lobaznyuk                                                                                               | balk (v)                 | Zilver        | kwalificatie: 3de met 9,762 punten finale: 2de met 9,787 punten |
| Yelena Produnova                                                                                                   | balk (v)                 | Brons         | kwalificatie: 3de met 9,762 punten finale: 3de met 9,775 punten |
| Yelena Zamolodchikova                                                                                              | balk (v)                 | 38e           | kwalificatie: 38ste met 9,375 punten |
| Svetlana Khorkina                                                                                                  | brug (v)                 | Goud          | kwalificatie: 1ste met 9,850 punten finale: 1ste met 9,862 punten |
| Anastasiya Kolesnikova                                                                                             | brug (v)                 | 24e           | kwalificatie: 24ste met 9,625 punten |
| Yekaterina Lobaznyuk                                                                                               | brug (v)                 | 15e           | kwalificatie: 15de met 9,765 punten |
| Yelena Produnova                                                                                                   | brug (v)                 | 7e            | kwalificatie: 5de met 9,762 punten finale: 7de met 9,650 punten |
| Yelena Zamolodchikova                                                                                              | brug (v)                 | 11e           | kwalificatie: 11de met 9,687 punten |
| Anna Chepeleva | sprong (v)               | 13e           | kwalificatie: 13de met 9,474 punten |
| Svetlana Khorkina                                                                                                  | sprong (v)               | kwalificatie* | kwalificatie: 3de met 9,731 punten |
| Yekaterina Lobaznyuk                                                                                               | sprong (v)               | Brons         | kwalificatie: 6de met 9,637 punten finale: 3de met 9,674 punten |
| Yelena Produnova                                                                                                   | sprong (v)               | 24e           | kwalificatie: 24ste met 9,368 punten |
| Yelena Zamolodchikova                                                                                              | sprong (v)               | Goud          | kwalificatie: 9de met 9,612 punten finale: 1ste met 9,731 punten |
| Anna Chepeleva | vloer (v)                | 26e           | kwalificatie: 26ste met 9,425 punten |
| Svetlana Khorkina                                                                                                  | vloer (v)                | Zilver        | kwalificatie: 2de met 9,762 punten finale: 2de met 9,812 punten |
| Yekaterina Lobaznyuk                                                                                               | vloer (v)                | 10e           | kwalificatie: 10de met 9,612 punten |
| Yelena Produnova                                                                                                   | vloer (v)                | 8e            | kwalificatie: 8ste met 9,637 punten |
| Yelena Zamolodchikova                                                                                              | vloer (v)                | Goud          | kwalificatie: 6de met 9,662 punten finale: 1ste met 9,850 punten |
| Svetlana Khorkina                                                                                                  | individuele meerkamp (v) | 10e           | kwalificatie: 1ste balk: 12de met 9,662 punten brug: 1ste met 9,850 punten sprong: 3de met 9,731 punten vloer: 2de met 9,762 punten totaal: 39,005 punten finale: 10de balk: 2de met 9,762 punten brug: 31ste met 9,012 punten sprong: 17de met 9,343 punten vloer: 1ste met 9,812 punten totaal: 37,929 punten |
| Yekaterina Lobaznyuk                                                                                               | individuele meerkamp (v) | 4e            | kwalificatie: 4de balk: 3de met 9,762 punten brug: 15de met 9,675 punten sprong: 6de met 9,637 punten vloer: 10de met 9,612 punten totaal: 38,686 punten finale: 4de balk: 12de met 9,425 punten brug: 9de met 9,700 punten sprong: 2de met 9,693 punten vloer: 12de met 9,575 punten totaal: 38,393 punten |
| Yelena Produnova                                                                                                   | individuele meerkamp (v) | kwalificatie  | kwalificatie: 5de balk: 3de met 9,762 punten brug: 5de met 9,762 punten sprong: 24ste met 9,368 punten vloer: 8ste met 9,637 punten totaal: 38,529 punten |
| Yelena Zamolodchikova                                                                                              | individuele meerkamp (v) | 6e            | kwalificatie: 7de balk: 38ste met 9,375 punten brug: 11de met 9,687 punten sprong: 9de met 9,612 punten vloer: 6de met 9,662 punten totaal: 38,336 punten finale: 6de balk: 5de met 9,700 punten brug: 5de met 9,725 punten sprong: 1ste met 9,731 punten vloer: 27ste met 9,112 punten totaal: 38,268 punten |
| Anna Chepeleva Svetlana Khorkina Anastasiya Kolesnikova Yekaterina Lobaznyuk Yelena Produnova Elena Zamolodchikova | meerkamp team (v)        | Zilver        | kwalificatie: 1ste balk: 2de met 38,773 punten brug: 1ste met 38,974 punten sprong: 1ste met 38,454 punten vloer: 1ste met 38,673 punten totaal: 154,874 punten finale: 2de balk: 3de met 37,899 punten brug: 2de met 38,862 punten sprong: 1ste met 38,605 punten vloer: 1ste met 39,037 punten totaal: 154,403 punten |

### Handbal
| Olympiër | Discipline | Resultaat | Prestatie |
| --- | ---------- | --------- | --- |
| Dmitry Filippov Vyacheslav Gorpishin Oleg Khodkov Eduard Koksharov Denis Krivoshlykov Vasily Kudinov Stanislav Kulinchenko Dmitry Kuzelev Andrey Lavrov Igor Lavrov Sergey Pogorelov Pavel Sukosyan Dmitri Torgovanov Aleksandr Tuchkin Lev Voronin | mannen     | Goud      | groep A: 1ste W van Egypte: 22-21 W van Cuba: 31-26 W van Zuid-Korea: 26-24 V van Duitsland: 23-25 W van Joegoslavië: 27-25 kwartfinale: W van Slovenië: 33-22 halve finale: W van Joegoslavië: 29-26 finale: W van Zweden: 28-26 |

| Groep A |             |             |             |             |             |            |            |            |        |
| #       | Land        | Wedstrijden | Wedstrijden | Wedstrijden | Wedstrijden | Doelpunten | Doelpunten | Doelpunten | Punten |
| #       | Land        | G           | W           | G           | V           | V          | T          | Saldo      | Punten |
| 1       | Rusland     | 5           | 4           | 0           | 1           | 129        | 121        | +8         | 8      |
| 2       | Duitsland   | 5           | 3           | 1           | 1           | 128        | 113        | +15        | 7      |
| 3       | Joegoslavië | 5           | 3           | 0           | 2           | 130        | 127        | +3         | 6      |
| 4       | Egypte      | 5           | 3           | 0           | 2           | 122        | 115        | +7         | 6      |
| 5       | Zuid-Korea  | 5           | 1           | 1           | 2           | 128        | 131        | −3         | 3      |
| 6       | Cuba        | 5           | 0           | 0           | 5           | 128        | 158        | −30        | 0      |

| Ronde        | Datum  | Plaats    | Land  | Score       | Land |
| ------------ | ------ | --------- | ----- | ----------- | ---- |
| Groepsfase   |        |           |       |             |      |
| 16 september | Sydney | Rusland   | 22-21 | Egypte      |      |
| 18 september | Sydney | Cuba      | 26-31 | Rusland     |      |
| 20 september | Sydney | Rusland   | 26-24 | Zuid-Korea  |      |
| 22 september | Sydney | Duitsland | 25-23 | Rusland     |      |
| 24 september | Sydney | Rusland   | 27-25 | Joegoslavië |      |
| Kwartfinale  |        |           |       |             |      |
| 26 september | Sydney | Rusland   | 33-22 | Slovenië    |      |
| Halve finale |        |           |       |             |      |
| 28 september | Sydney | Rusland   | 29-26 | Joegoslavië |      |
| Finale       |        |           |       |             |      |
| 30 september | Sydney | Rusland   | 28-26 | Zweden      |      |

### Judo
| Olympiër         | Discipline | Resultaat | Prestatie |
| ---------------- | ---------- | --------- | --- |
| Evgeny Stanev    | -60kg (m)  | 13e       | 1ste ronde: vrij 2de ronde: V van CUB Poulot: ippon herkansingen: V van KGZ Smagulov: ippon |
| Islam Matsiev    | -66kg (m)  | 18e       | 1ste ronde: vrij 2de ronde: W van ARG Matsiev: waza-ari 3de ronde: V van KAZ Baglayev: ippon |
| Vitaliy Makarov  | -73kg (m)  | 22e       | 1ste ronde: vrij 2de ronde: V van KAZ Shakharov: ippon |
| Dmitri Morozov   | -90kg (m)  | 17e       | 1ste ronde: vrij 2de ronde: W van GEO Gugava: ippon 3de ronde: V van ROU Croitoru: ippon |
| Yury Styopkin    | -100kg (m) | Brons     | 1ste ronde: vrij 2de ronde: V van FRA Traineau: ippon herkansingen: W van ALG Belgroun: ippon herkansingen 2: W van USA Hand: waza-ari herkansingen 3: W van GEO Jikurauli: ippon bronzen finale: W van ITA Guido: ippon |
| Tamerlan Tmenov  | +100kg (m) | Brons     | 1ste ronde: vrij 2de ronde: W van NED van der Geest: ippon 3de ronde: W van GER Möller: ippon kwartfinale: W van CHN Pan: ippon halve finale: V van JPN Shinohara: ippon bronzen finale: W van TUR Tataroğlu: ippon      |
|                  |            |           | |
| Lyubov Bruletova | -48kg (v)  | Zilver    | 1ste ronde: vrij 2de ronde: W van GBR Dunn: ippon kwartfinale: W van CUB Savón: yuko halve finale: W van GER Gradante: ippon finale: V van JPN Tamura: ippon                                                             |
| Anna Saraeva     | -63kg (v)  | 9e        | 1ste ronde: vrij 2de ronde: V van ITA Gal-Vismara: yuko herkansingen: V van BRA Ishii: ippon |
| Yuliya Kuzina    | -70kg (v)  | 9e        | 1ste ronde: vrij 2de ronde: W van CIV Zahoui Blavoa: yuko kwartfinale: V van KOR Jo: ippon herkansingen: V van ITA Scapin: yuko                                                                                          |
| Irina Rodina     | +78kg (v)  | 9e        | 1ste ronde: W van KAZ Kusherbayeva: waza-ari 2de ronde: V van JPN Yamashita: ippon herkansingen: W van USA Rosensteel: ippon herkansingen 2: V van KOR Kim: koka                                                         |

### Kanovaren
| Olympiër                                                         | Discipline    | Resultaat | Prestatie                                                                       |
| ---------------------------------------------------------------- | ------------- | --------- | ------------------------------------------------------------------------------- |
| Maxim Opalev                                                     | C-1 500m (m)  | Zilver    | serie 1: 1ste in 1.51,048 finale: 2de in 2.25,809                               |
| Maxim Opalev                                                     | C-1 1000m (m) | 6e        | serie 1: 6de in 4.00,568 halve finale: 1ste in 4.01,222 finale: 6de in 3.58,813 |
| Aleksandr Kostoglod Aleksandr Kovalyov                           | C-2 500m (m)  | 6e        | serie 2: 6de in 1.47,682 halve finale: 1ste in 1.44,981 finale: 6de in 2.00,134 |
| Aleksandr Kostoglod Aleksandr Kovalyov                           | C-2 1000m (m) | 4e        | serie 1: 1ste in 3.37,163 finale: 4de in 3.41,267                               |
| Anatoli Tishchenko                                               | K-1 500m (m)  | 16e       | serie 4: 5de in 1.44,707 halve finale 3: 5de in 1.42,548                        |
| Aleksandr Ivanik Roman Zarubin                                   | K-2 500m (m)  | 10e       | serie 1: 6de in 1.35,212 halve finale 1: 5de in 1.32,963                        |
| Oleg Gorobiy Yevgeni Salakhov                                    | K-2 1000m (m) | 7e        | serie 2: 7de in 3.17,067 halve finale: 1ste in 3.17,114 finale: 7de in 3.18,937 |
| Oleg Gorobiy Yevgeni Salakhov Anatoli Tishchenko Roman Zarubin   | K-4 1000m (m) | 7e        | serie 1: 2de in 2.59,764 finale: 7de in 2.59,778                                |
|                                                                  |               |           |                                                                                 |
| Natalya Gouilly Yelena Tissina                                   | K-2 500m (v)  | 9e        | serie 2: 6de in 1.47,356 halve finale: 3de in 1.46,554 finale: 9de in 2.04,994  |
| Natalya Gouilly Galina Poryvayeva Olga Tishchenko Yelena Tissina | K-4 500m (v)  | 7e        | serie 1: 5de in 1.36,870 halve finale: 2de in 1.38,262 finale: 7de in 1.38,624  |

### Moderne vijfkamp
| Olympiër            | Discipline | Resultaat | Prestatie |
| ------------------- | ---------- | --------- | --- |
| Dmitri Svatkovskiy  | mannen     | Goud      | schietsport: 13de met 176 punten schermen: 5de met 13 overwinningen zwemmen: 7de in 2.07,64 paardensport: 1ste met 1070 punten atletiek: 4de in 9.21,79 totaal: 5376 punten  |
|                     |            |           | |
| Tatiana Mouratova   | vrouwen    | 13e       | schietsport: 9de met 177 punten schermen: 9de met 11 overwinningen zwemmen: 15de in 2.27,86 paardensport: 4de met 1040 punten atletiek: 17de in 11.41,86 totaal: 4936 punten |
| Yelizaveta Suvorova | vrouwen    | 7e        | schietsport: 5de met 180 punten schermen: 1ste met 15 overwinningen zwemmen: 18de in 2.28,39 paardensport: 18de met 827 punten atletiek: 6de in 11.01,37 totaal: 5076 punten |

### Paardensport
| Olympiër          | Discipline   | Resultaat | Prestatie                                                 |
| Dressuur          | Dressuur     | Dressuur  | Dressuur                                                  |
| ----------------- | ------------ | --------- | --------------------------------------------------------- |
| Svetlana Knyazeva | 3m plank (m) | 39e       | 1ste ronde: 39ste met 63,12%                              |
| Elena Sidneva     | 3m plank (m) | 24e       | 1ste ronde:' 23ste met 65,76% 2de ronde: 24ste met 129,43 |

### Roeien
| Olympiër | Discipline             | Resultaat | Prestatie |
| --- | ---------------------- | --------- | --- |
| Sergei Dimitriatchev Dimitri Ovetchko | lichte dubbel-twee (m) | DNF       | serie 2: 4de in 6.46,34 herkansingen: 4de in 6.44,53 finale C: niet gestart                                  |
| Sergei Bukreev Dmitry Kartashov Andrey Shevel Aleksandr Zyuzin | lichte vier-zonder (m) | 10e       | serie 2: 4de in 6.17,01 herkansingen: 2de in 6.10,35 halve finale 2: 6de in 6.15,31 finale B: 4de in 6.09,12 |
| Nikolay Aksyonov Anton Chermashentsev Andrey Glukhov Dmitri Kovalev Aleksandr Litvinchev Aleksandr Lukyanov Sergey Matveyev Pavel Melnikov Dmitry Rozinkevich Vladimir Volodenkov | acht (m)               | 9e        | serie 2: 4de in 5.40,55 herkansingen: 3de in 5.43,88 finale B: 3de in 5.45,18                                |
| |                        |           | |
| Yulia Alexandrova | skiff (v)              | 4e        | serie 4: 2de in 7.36,80 herkansingen: 1ste in 7.47,04 halve finale 2: 3de in 7.42,23 finale: 4de in 7.36,57  |
| Albina Ligatcheva Vera Pochitaeva | twee-zonder (v)        | 7e        | serie 2: 4de in 7.22,69 herkansingen: 3de in 7.20,51 finale B: 1ste in 7.17,87                               |
| Oksana Dorodnova Irina Fedotova Yuliya Levina Larisa Merk | dubbel-vier (v)        | Brons     | serie 1: 1ste in 6.31,77 finale: 3de in 6.21,65                                                              |

### Schermen
| Olympiër                                                         | Discipline      | Resultaat | Prestatie |
| ---------------------------------------------------------------- | --------------- | --------- | --- |
| Pavel Kolobkov                                                   | degen (m)       | Goud      | 1ste ronde: vrij 2de ronde: W van EST Loit: 15-9 3de ronde: W van KOR Lee: 15-8 kwartfinale: W van CUB Trevejo: 15-14 halve finale: W van KOR Lee: 13-9 finale: W van FRA Obry: 15-12                                             |
| Andrei Deev                                                      | floret (m)      | 25e       | 1ste ronde: vrij 2de ronde: V van GER Breutner: 10-15 |
| Ilgar Mamedov                                                    | floret (m)      | 21e       | 1ste ronde: vrij 2de ronde: V van VEN Rodríguez: 14-15 |
| Dmitriy Shevchenko                                               | floret (m)      | Brons     | 1ste ronde: vrij 2de ronde: W van POL Krzesiński: 15-8 3de ronde: W van CUB Gregory: 15-14 kwartfinale: W van ITA Sanzo: 15-14 halve finale: V van KOR Kim: 14-15 bronzen finale: W van FRA Ferrari: 15-14                        |
| Andrey Deyev Aleksandr Lakatosh Ilgar Mamedov Dmitriy Shevchenko | floret team (m) | 8e        | 1ste ronde: V van China: 30-45 5-8ste plek: V van Oekraïne: 36-45 7-8ste plek: V van Cuba: 39-45 |
| Sergey Sharikov                                                  | sabel (m)       | 10e       | 1ste ronde: vrij 2de ronde: W van UKR Lukashenko: 15-11 2de ronde: V van GER Kothny: 14-15 |
| Aleksey Frosin                                                   | sabel (m)       | 6e        | 1ste ronde: vrij 2de ronde: W van POL Sobala: 15-12 3de ronde: W van GBR Williams: 15-8 kwartfinale: V van GER Kothny: 12-15 |
| Stanislav Pozdnyakov                                             | sabel (m)       | 9e        | 1ste ronde: vrij 2de ronde: W van CHN Zhao: 15-11 3de ronde: V van FRA Gourdain: 11-15 |
| Aleksey Frosin Stanislav Pozdnyakov Sergey Sharikov              | sabel team (m)  | Goud      | 1ste ronde: W van Hongarije: 45-39 halve finale: W van Roemenië: 45-28 finale: W van Frankrijk: 45-32 |
|                                                                  |                 |           | |
| Karina Aznavourian                                               | degen (v)       | 28e       | 1ste ronde: W van KAZ Goncharova: 15-13 2de ronde: V van RUS Mazina: 11-15 |
| Tatiana Logunova                                                 | degen (v)       | 4e        | 1ste ronde: vrij 2de ronde: W van KOR Ko: 15-9 3de ronde: W van SUI Lamon: 15-8 kwartfinale: W van FRA Barlois-Mevel-Leroux: 15-10 halve finale: V van SUI Hablützel-Bürki: 12-13 bronzen finale: V van FRA Flessel-Colovic: 6-15 |
| Maria Mazina                                                     | degen (v)       | 11e       | 1ste ronde: vrij 2de ronde: W van RUS Aznavourian: 15-11 3de ronde: V van ITA Zalaffi: 13-15 |
| Karina Aznavourian Oxana Ermakova Tatiana Logounova Maria Mazina | degen team (v)  | Goud      | 1ste ronde: W van Duitsland: 45-43 halve finale: W van Hongarije: 45-44 finale: W van Zwitserland: 45-35 |
| Svetlana Boyko                                                   | floret (v)      | 19e       | 1ste ronde: vrij 2de ronde: V van POL Mroczkiewicz: 9-15 |
| Olga Sharkova                                                    | floret (v)      | 23e       | 1ste ronde: vrij 2de ronde: V van USA Zimmermann: 13-15 |
| Yekaterina Yusheva                                               | floret (v)      | 17e       | 1ste ronde: vrij 2de ronde: V van USA Marsh: 9-15 |
| Svetlana Boyko Olga Sharkova Yekaterina Yusheva                  | floret team (v) | 5e        | 1ste ronde: V van Duitsland: 35-38 5-8ste plek: W van China: 45-33 5-6de plek: W van Hongarije: 45-38 |

### Schietsport
| Olympiër                  | Discipline                 | Resultaat | Prestatie                                                                            |
| ------------------------- | -------------------------- | --------- | ------------------------------------------------------------------------------------ |
| Yevgeny Aleynikov         | 10m luchtgeweer (m)        | Brons     | kwalificatie: 4de met 592 punten (98-98-100-99-99-98) finale: 3de met 693,8 punten   |
| Artem Khadjibekov         | 10m luchtgeweer (m)        | Zilver    | kwalificatie: 3de met 592 punten (98-98-100-99-98-99) finale: 2de met 695,1 punten   |
| Yevgeny Aleynikov         | 50m geweer 3 houdingen (m) | 7e        | kwalificatie: 7de met 1166 punten (393-384-389) finale: 7de met 1265,5 punten        |
| Artyom Khadzhibekov       | 50m geweer 3 houdingen (m) | 4e        | kwalificatie: 3de met 1173 punten (398-382-393) finale: 4de met 1268,2 punten        |
| Artyom Khadzhibekov       | 50m geweer liggend (m)     | 6e        | kwalificatie: 5de met 597 punten (99-100-100-99-100-99) finale: 6de met 699,2 punten |
| Sergey Kovalenko          | 50m geweer liggend (m)     | 13e       | kwalificatie: 13de met 594 punten (99-100-100-99-100-96)                             |
| Vladimir Goncharov        | 50m pistool (m)            | 4e        | kwalificatie: 5de met 564 punten (96-97-90-95-95-90) finale: 4de met 662,2 punten    |
| Boris Kokorev             | 50m pistool (m)            | 12e       | kwalificatie: 12de met 559 punten (93-91-95-93-94-93)                                |
| Sergey Alifirenko         | 25m snelvuurpistool (m)    | 4e        | kwalificatie: 2de met 587 punten (293-294) finale: 1ste met 687,6 punten             |
| Vladimir Goncharov        | 10m luchtpistool (m)       | 9e        | kwalificatie: 9de met 579 punten (96-94-97-98-98-96)                                 |
| Boris Kokorev             | 10m luchtpistool (m)       | 26e       | kwalificatie: 26ste met 572 punten (93-97-95-95-94-98)                               |
| Mikhail Nestruyev         | 10m luchtpistool (m)       | 4e        | kwalificatie: 3de met 583 punten (98-98-96-97-96-98) finale: 4de met 682,3 punten    |
| Nikolay Tyoply            | skeet (m)                  | 23e       | kwalificatie: 23ste met 119 punten (22-24-24-24-25)                                  |
| Aleksey Alipov            | trap (m)                   | 9e        | kwalificatie: 9de met 114 punten (22-23-23-22-24)                                    |
| Sergey Lyubomirov         | trap (m)                   | 32e       | kwalificatie: 32ste met 106 punten (20-20-21-24-21)                                  |
| Aleksey Alipov            | dubbeltrap (m)             | 14e       | kwalificatie: 14de met 131 punten (45-46-40)                                         |
| Igor Kolesov              | 10m bewegend doel (m)      | 7e        | kwalificatie: 4de met 576 punten (293-283) finale: 7de met 667,5 punten              |
| Dmitry Lykin              | 10m bewegend doel (m)      | 5e        | kwalificatie: 7de met 573 punten (292-281) finale: 5de met 671,7 punten              |
|                           |                            |           |                                                                                      |
| Lyubov Galkina            | 10m luchtgeweer (v)        | 4e        | kwalificatie: 2de met 395 punten (96-99-100-100) finale: 4de met 496,7 punten        |
| Tatyana Goldobina         | 10m luchtgeweer (v)        | 32e       | kwalificatie: 32ste met 389 punten (96-96-99-98)                                     |
| Mariya Feklistova         | 50m geweer 3 houdingen (v) | Brons     | kwalificatie: 6de met 582 punten (194-192-196) finale: 3de met 679,9 punten          |
| Tatyana Goldobina         | 50m geweer 3 houdingen (v) | Zilver    | kwalificatie: 2de met 585 punten (198-191-196) finale: 2de met 680,9 punten          |
| Olga Klochneva-Kuznetsova | 25m sportpistool (v)       | 15e       | kwalificatie: 15de met 578 punten (291-287)                                          |
| Marina Logvinenko         | 25m sportpistool (v)       | 9e        | kwalificatie: 9de met 580 punten (287-293)                                           |
| Olga Klochneva-Kuznetsova | 10m luchtpistool (v)       | 7e        | kwalificatie: 4de met 386 punten (97-96-96-97) finale: 7de met 482,4 punten          |
| Svetlana Smirnova         | 10m luchtpistool (v)       | 4e        | kwalificatie: 6de met 384 punten (96-98-96-94) finale: 4de met 483,7 punten          |
| Yerdzhanik Avetisyan      | skeet (v)                  | 6e        | kwalificatie: 3de met 70 punten (24-21-25) finale: 6de met 92 punten                 |
| Svetlana Dyomina          | skeet (v)                  | Zilver    | kwalificatie: 3de met 70 punten (24-23-23) finale: 2de met 95 punten                 |
| Yelena Tkach              | trap (v)                   | 6e        | kwalificatie: 6de met 65 punten (23-21-21) finale: 6de met 81 punten                 |
| Yelena Tkach              | dubbeltrap (v)             | 16e       | kwalificatie: 16de met 90 punten (31-29-30)                                          |

### Schoonspringen
| Olympiër                                   | Discipline              | Resultaat | Prestatie                                                                                            |
| ------------------------------------------ | ----------------------- | --------- | --- |
| Aleksandr Dobroskok                        | 3m plank (m)            | 13e       | voorronde: 17de met 377,34 punten halve finale: 13de met 598,62 punten                               |
| Dmitri Sautin                              | 3m plank (m)            | Brons     | voorronde: 3de met 444,51 punten halve finale: 2de met 684,75 punten finale: 3de met 703,20 punten   |
| Igor Lukashin                              | 10m toren (m)           | 7e        | voorronde: 11de met 432,51 punten halve finale: 11de met 612,09 punten finale: 7de met 624,51 punten |
| Dmitri Sautin                              | 10m toren (m)           | Brons     | voorronde: 3de met 471,27 punten halve finale: 3de met 662,19 punten finale: 3de met 679,26 punten   |
| Aleksandr Dobroskok Dmitri Sautin          | 3m plank synchroon (m)  | Zilver    | 329,97 punten                                                                                        |
| Igor Lukashin Dmitri Sautin                | 10m toren synchroon (m) | Goud      | 365,04 punten                                                                                        |
|                                            |                         |           | |
| Vera Ilyina                                | 3m plank (v)            | 6e        | voorronde: 5de met 305,25 punten halve finale: 4de met 543,06 punten finale: 6de met 555,15 punten   |
| Yuliya Pakhalina                           | 3m plank (v)            | 4e        | voorronde: 3de met 316,08 punten halve finale: 3de met 552,51 punten finale: 4de met 570,42 punten   |
| Yevgeniya Olshevskaya                      | 10m toren (v)           | 16e       | voorronde: 18de met 271,05 punten halve finale: 16de met 438,03 punten                               |
| Svetlana Timoshinina                       | 10m toren (v)           | 8e        | voorronde: 7de met 309,21 punten halve finale: 9de met 469,68 punten finale: 8ste met 478,89 punten  |
| Vera Ilyina Yuliya Pakhalina               | 3m plank synchroon (v)  | Goud      | 332,64 punten                                                                                        |
| Yevgeniya Olshevskaya Svetlana Timoshinina | 10m toren synchroon (v) | 6e        | 288,30 punten                                                                                        |

### Synchroonzwemmen
| Olympiër | Discipline | Resultaat | Prestatie                                                                                                   |
| --- | ---------- | --------- | --- |
| Olga Brusnikina Mariya Kiselyova | duet       | Goud      | technische routine: 1ste met 34,580 punten voorronde: 1ste met 64,480 punten finale: 1ste met 99,580 punten |
| Yelena Antonova Yelena Azarova Olga Brusnikina Mariya Kiselyova Olga Novokshchenova Irina Pershina Yelena Soya Yuliya Vasilyeva Olga Vasyukova | team       | Goud      | technische routine: 1ste met 34,580 punten finale: 1ste met 99,146 punten                                   |

### Taekwondo
| Olympiër         | Discipline | Resultaat | Prestatie |
| ---------------- | ---------- | --------- | --- |
| Aslander Dzitiev | -68kg (m)  | 7e        | voorronde: W van LBA Mohamed Naeeli: 12-3 kwartfinale: V van KOR Sin: 1-9 herkansingen: V van AUT Çalışkan: 0-6      |
|                  |            |           | |
| Natalia Ivanova  | +67kg (v)  | Zilver    | voorronde: vrij kwartfinale: W van CAN Bosshart: 8-6 halve finale: W van CRO Vezmar: 8-4 finale: V van CHN Chen: 3-8 |

### Tafeltennis
| Olympiër                    | Discipline     | Resultaat | Prestatie |
| --------------------------- | -------------- | --------- | --- |
| Oksana Kushch               | enkelspel (v)  | 33e       | groep J: 2de W van BRA Silva: 3-1 V van ROU Bădescu: 1-3                                                                     |
| Galina Melnik               | enkelspel (v)  | 17e       | groep M: 1ste W van EGY Abdul-Aziz: 3-0 W van HKG Wong: 3-2 2de ronde: V van CHN Li: 2-3 (21-14, 17-21, 22-20, 18-21, 13-21) |
| Irina Palina                | enkelspel (v)  | 17e       | groep N: 1ste W van UGA Musoke: 3-0 W van HKG Sim: 3-0 2de ronde: V van HUN Tóth: 0-3 (15-21, 16-21, 7-21)                   |
| Oksana Kushch Galina Melnik | dubbelspel (v) | 17e       | groep E: 2de W van NGR Okenla/Owoh: 2-0 V van ROU Bădescu/Şteff: 0-2                                                         |

### Tennis
| Olympiër                            | Discipline     | Resultaat | Prestatie |
| ----------------------------------- | -------------- | --------- | --- |
| Yevgeny Kafelnikov                  | enkelspel (m)  | Goud      | 1ste ronde: W van CRC Marín: 6-0, 6-1 2de ronde: W van ARG Chela: 7-6(4), 6-4 3de ronde: W van AUS Philippoussis: 7-6(4), 6-3 kwartfinale: W van BRA Kuerten: 6-4, 7-5 halve finale: W van FRA di Pasquale: 6-4, 6-4 finale: W van GER Haas: 7-6(4), 3-6, 6-2, 4-6, 6-3 |
| Marat Safin                         | enkelspel (m)  | 33e       | 1ste ronde: V van FRA Santoro: 6-1, 1-6, 4-6 |
| Yevgeny Kafelnikov Marat Safin      | dubbelspel (m) | 9e        | 1ste ronde: W van GBR Cowan/Spencer: 7-6(2), 6-4 2de ronde: V van RSA Adams/de Jager: 3-6, 6-3, 7-9 |
|                                     |                |           | |
| Elena Dementieva                    | enkelspel (v)  | Goud      | 1ste ronde: W van SUI Federer: 6-1, 6-1 2de ronde: W van NED Boogert: 6-2, 4-6, 7-5 3de ronde: W van SVK Habšudová: 6-2, 6-1 kwartfinale: W van AUT Schett: 2-6, 6-2, 6-1 halve finale: W van AUS Dokic: 2-6, 6-4, 6-4 finale: V van USA V Williams: 2-6, 4-6           |
| Elena Likhovtseva                   | enkelspel (v)  | 33e       | 1ste ronde: V van GER Kandarr: 4-6, 4-6 |
| Anastasia Myskina                   | enkelspel (v)  | 17e       | 1ste ronde: W van GRE Daniilidou: 6-1, 7-5 2de ronde: V van BEL Monami: 2-6, 3-6 |
| Elena Likhovtseva Anastasia Myskina | dubbelspel (v) | 9e        | 1ste ronde: W van SLO Križan/Srebotnik: 7-6(4), 6-3 2de ronde: V van USA S Williams/V Williams: 6-4, 2-6, 3-6 |

### Triatlon
| Olympiër       | Discipline | Resultaat | Prestatie  |
| -------------- | ---------- | --------- | ---------- |
| Nina Anisimova | vrouwen    | 12e       | 2:03.26,35 |

### Volleybal

#### Beach
| Olympiër                             | Discipline | Resultaat | Prestatie                                                                           |
| ------------------------------------ | ---------- | --------- | ----------------------------------------------------------------------------------- |
| Michail Koesjnerjov Sergej Jermisjin | mannen     | 9e        | voorronde: W van ARG Baracetti/Salema: 15-4 1ste ronde: V van CAN Child/Heese: 6-15 |

#### Indoor
| Olympiër | Discipline | Resultaat | Prestatie |
| --- | ---------- | --------- | --- |
| Aleksandr Gerasimov Valeri Goryushev Aleksey Kazakov Vadim Khamuttskikh Aleksey Kuleshov Evgeni Mitkov Ruslan Olikhver Ilya Savelev Igor Shulepov Sergey Tetyukhin Konstantin Ushakov Roman Yakovlev | mannen     | Zilver    | groep B: 2de W van Joegoslavië: 3-1 (19-25, 25-23, 25-23, 25-20) W van Verenigde Staten: 3-1 (25-18, 25-23, 21-25, 25-17) W van Zuid-Korea: 3-2 (25-22, 22-25, 20-25, 29-27, 17-15) V van Italië: 1-3 (20-25, 20-25, 25-22, 22-25) W van Argentinië: 3-0 (25-23, 25-15, 25-20) kwartfinale: W van Cuba: 3-2 (21-25, 25-23, 25-19, 19-25, 15-13) halve finale: W van Argentinië: 3-1 (27-25, 32-30, 21-25, 25-11) finale: V van Joegoslavië: 0-3 (22-25, 22-25, 20-25) |

| Groep B |                  |             |             |             |      |      |       |           |           |           |        |
| #       | Land             | Wedstrijden | Wedstrijden | Wedstrijden | Sets | Sets | Sets  | Setpunten | Setpunten | Setpunten | Punten |
| #       | Land             | G           | W           | V           | V    | T    | Saldo | V         | T         | Saldo     | Punten |
| 1       | Italië           | 5           | 5           | 0           | 15   | 4    | +11   | 482       | 421       | +61       | 10     |
| 2       | Rusland          | 5           | 4           | 1           | 13   | 7    | +6    | 465       | 443       | +22       | 9      |
| 3       | Joegoslavië      | 5           | 3           | 2           | 12   | 9    | +3    | 489       | 461       | +28       | 8      |
| 4       | Argentinië       | 5           | 2           | 3           | 7    | 11   | -4    | 409       | 446       | -37       | 7      |
| 5       | Zuid-Korea       | 5           | 1           | 4           | 8    | 14   | -6    | 491       | 504       | -13       | 6      |
| 6       | Verenigde Staten | 5           | 0           | 5           | 5    | 15   | -10   | 417       | 478       | -61       | 5      |

| Ronde        | Datum  | Plaats     | Land | Score            | Land |
| ------------ | ------ | ---------- | ---- | ---------------- | ---- |
| Groepsfase   |        |            |      |                  |      |
| 17 september | Sydney | Rusland    | 3-1  | Joegoslavië      |      |
| 19 september | Sydney | Rusland    | 3-1  | Verenigde Staten |      |
| 21 september | Sydney | Zuid-Korea | 2-3  | Rusland          |      |
| 23 september | Sydney | Rusland    | 1-3  | Italië           |      |
| 25 september | Sydney | Argentinië | 0-3  | Rusland          |      |
| Kwartfinale  |        |            |      |                  |      |
| 27 september | Sydney | Cuba       | 2-3  | Rusland          |      |
| Halve finale |        |            |      |                  |      |
| 29 september | Sydney | Argentinië | 1-3  | Rusland          |      |
| Finale       |        |            |      |                  |      |
| 1 oktober    | Sydney | Rusland    | 3-0  | Italië           |      |

| Olympiër | Onderdeel | Resultaat | Prestatie |
| --- | --------- | --------- | --- |
| Yevgeniya Artamonova Anastasiya Belikova Lioubov Chachkova Yekaterina Gamova Yelena Godina Tatyana Gracheva Natalya Morozova Olga Potachova Inessa Sargsyan Elizaveta Tishchenko Elena Tyurina Yelena Vasilevskaya | vrouwen   | Zilver    | groep B: 1ste W van Peru: 3-0 (25-17, 25-13, 25-20) W van Cuba: 3-2 (20-25, 25-21, 21-25, 25-12, 15-13) W van Italië: 3-1 (29-31, 25-18, 25-21, 25-19) W van Duitsland: 3-2 (25-23, 23-25, 14-25, 28-26, 15-6) W van Zuid-Korea: 1-3 (25-15, 25-21, 25-16) kwartfinale: W van China: 3-0 (27-25, 25-23, 27-25) halve finale: W van Verenigde Staten: 3-2 (25-15, 23-25, 25-15, 26-28, 15-8) finale: V van Cuba: 2-3 (27-25, 34-32, 19-25, 18-25, 7-15) |

| Groep B |            |             |             |             |             |             |             |        |        |        |        |
| #       | Land       | Wedstrijden | Wedstrijden | Wedstrijden | Wedstrijden | Wedstrijden | Wedstrijden | Punten | Punten | Punten | Punten |
| #       | Land       | G           | W           | V           | SW          | SV          | SR          | SPW    | SPL    | Saldo  | Punten |
| 1       | Rusland    | 5           | 5           | 0           | 15          | 5           | +10         | 465    | 392    | +73    | 10     |
| 2       | Cuba       | 5           | 4           | 1           | 14          | 4           | +10         | 419    | 332    | +87    | 9      |
| 3       | Zuid-Korea | 5           | 3           | 2           | 9           | 9           | 0           | 393    | 413    | −20    | 8      |
| 4       | Duitsland  | 5           | 2           | 3           | 8           | 10          | −2          | 380    | 395    | −15    | 7      |
| 5       | Italië     | 5           | 1           | 4           | 7           | 12          | −5          | 427    | 446    | −19    | 6      |
| 6       | Peru       | 5           | 0           | 5           | 2           | 15          | −13         | 316    | 422    | −106   | 5      |

| Ronde        | Datum  | Plaats           | Land | Score      | Land |
| ------------ | ------ | ---------------- | ---- | ---------- | ---- |
| Groepsfase   |        |                  |      |            |      |
| 16 september | Sydney | Peru             | 0-3  | Rusland    |      |
| 18 september | Sydney | Cuba             | 2-3  | Rusland    |      |
| 20 september | Sydney | Rusland          | 3-1  | Italië     |      |
| 22 september | Sydney | Duitsland        | 2-3  | Rusland    |      |
| 24 september | Sydney | Rusland          | 3-0  | Zuid-Korea |      |
| Kwartfinale  |        |                  |      |            |      |
| 26 september | Sydney | China            | 0-3  | Rusland    |      |
| Halve finale |        |                  |      |            |      |
| 28 september | Sydney | Verenigde Staten | 2-3  | Rusland    |      |
| Finale       |        |                  |      |            |      |
| 30 september | Sydney | Verenigde Staten | 3-2  | Rusland    |      |

### Waterpolo

#### Mannen
| Olympiër | Discipline | Resultaat | Prestatie |
| --- | ---------- | --------- | --- |
| Roman Balashov Dmitri Douguine Serguei Garbouzov Dmitry Gorshkov Nikolay Kozlov Nikolai Maximov Andrei Reketchinski Dmitri Stratan Revaz Tchomakhidze Yuri Yatsev Alexander Yerishev Marat Zakirov Irek Zinnourov | mannen     | Zilver    | groep A: 1ste W van Australië: 6-4 G van Italië: 7-7 W van Kazachstan: 9-7 W van Spanje: 8-5 W van Slowakije: 21-5 kwartfinale: W van Verenigde Staten: 11-10 halve finale: W van Spanje: 8-7 finale: V van Hongarije: 6-13 |

| Groep A |            |             |             |             |             |        |        |        |        |
| #       | Land       | Wedstrijden | Wedstrijden | Wedstrijden | Wedstrijden | Punten | Punten | Punten | Punten |
| #       | Land       | G           | W           | G           | V           | V      | T      | Saldo  | Punten |
| 1       | Rusland    | 5           | 4           | 1           | 0           | 51     | 28     | +23    | 9      |
| 2       | Italië     | 5           | 4           | 1           | 0           | 42     | 32     | +9     | 9      |
| 3       | Spanje     | 5           | 2           | 1           | 2           | 32     | 34     | -2     | 5      |
| 4       | Australië  | 5           | 1           | 2           | 2           | 38     | 36     | +2     | 4      |
| 5       | Kazachstan | 5           | 1           | 1           | 3           | 41     | 46     | -5     | 3      |
| 6       | Slowakije  | 5           | 0           | 0           | 5           | 30     | 59     | -29    | 0      |

| Ronde        | Datum  | Plaats     | Land  | Score            | Land |
| ------------ | ------ | ---------- | ----- | ---------------- | ---- |
| Groepsfase   |        |            |       |                  |      |
| 23 september | Sydney | Australië  | 4-6   | Rusland          |      |
| 24 september | Sydney | Rusland    | 7-7   | Italië           |      |
| 25 september | Sydney | Kazachstan | 7-9   | Rusland          |      |
| 26 september | Sydney | Rusland    | 8-5   | Spanje           |      |
| 27 september | Sydney | Slowakije  | 5-21  | Rusland          |      |
| Kwartfinale  |        |            |       |                  |      |
| 29 september | Sydney | Rusland    | 11-10 | Verenigde Staten |      |
| Halve finale |        |            |       |                  |      |
| 30 september | Sydney | Rusland    | 8-7   | Spanje           |      |
| Finale       |        |            |       |                  |      |
| 1 oktober    | Sydney | Rusland    | 6-13  | Hongarije        |      |

#### Vrouwen
| Olympiër | Discipline | Resultaat | Prestatie |
| --- | ---------- | --------- | --- |
| Marina Akobiya Ekaterina Anikeeva Sofia Konukh Maria Koroleva Natalia Kutuzova Svetlana Kuzina Tatiana Petrova Yuliya Petrova Galina Rytova Elena Smurova Elena Tokun Irina Tolkunova Ekaterina Vasilieva | vrouwen    | Brons     | groepsfase: 4de G van Canada: 7-7 V van Australië: 3-6 V van Verenigde Staten: 5-7 W van Kazachstan: 15-6 W van Nederland: 6-3 halve finale: V van Australië: 6-7 bronzen finale: W van Nederland: 4-3 |

| Groepsfase |                  |             |             |             |             |        |        |        |        |
| #          | Land             | Wedstrijden | Wedstrijden | Wedstrijden | Wedstrijden | Punten | Punten | Punten | Punten |
| #          | Land             | G           | W           | G           | V           | V      | T      | Saldo  | Punten |
| 1          | Australië        | 5           | 4           | 0           | 1           | 35     | 20     | +15    | 8      |
| 2          | Verenigde Staten | 5           | 3           | 1           | 1           | 36     | 30     | +6     | 7      |
| 3          | Nederland        | 5           | 3           | 0           | 2           | 27     | 26     | +1     | 6      |
| 4          | Rusland          | 5           | 2           | 1           | 2           | 36     | 29     | +7     | 5      |
| 5          | Canada           | 5           | 1           | 2           | 2           | 33     | 34     | -1     | 4      |
| 6          | Kazachstan       | 5           | 0           | 0           | 5           | 23     | 51     | -28    | 0      |

| Ronde          | Datum  | Plaats     | Land | Score            | Land |
| -------------- | ------ | ---------- | ---- | ---------------- | ---- |
| Groepsfase     |        |            |      |                  |      |
| 16 september   | Sydney | Canada     | 7-7  | Rusland          |      |
| 17 september   | Sydney | Australië  | 6-3  | Rusland          |      |
| 18 september   | Sydney | Rusland    | 5-7  | Verenigde Staten |      |
| 19 september   | Sydney | Kazachstan | 6-15 | Rusland          |      |
| 20 september   | Sydney | Rusland    | 6-3  | Nederland        |      |
| Halve finale   |        |            |      |                  |      |
| 22 september   | Sydney | Australië  | 7-6  | Rusland          |      |
| Bronzen finale |        |            |      |                  |      |
| 23 september   | Sydney | Rusland    | 4-3  | Nederland        |      |

### Wielersport
| Olympiër                                                                      | Discipline                    | Resultaat | Prestatie |
| Baan                                                                          | Baan                          | Baan      | Baan |
| ----------------------------------------------------------------------------- | ----------------------------- | --------- | --- |
| Vladimir Karpets                                                              | individuele achtervolging (m) | 11e       | kwalificatie: 11de in 4.31,342 |
| Alexei Markov                                                                 | individuele achtervolging (m) | 13e       | kwalificatie: 13de in 4.31,589 |
| Vladimir Karpets                                                              | puntenkoers (m)               | Brons     | 16 punten |
| Eduard Gritsun Anton Shantyr                                                  | ploegkoers (m)                | 14e       | 5 punten |
| Vladislav Borisov Vladimir Karpets Serguei Klimov Alexei Markov Denis Smyslov | ploegenachtervolging (m)      | 8e        | kwalificatie: 8ste in 4.09,910 1ste ronde: V van Groot-Brittannië |
|                                                                               |                               |           | |
| Oksana Grishina                                                               | sprint (v)                    | Zilver    | kwalificatie: 2de in 11,439 1ste ronde: W van NZL Ramage: 12,195 kwartfinale: W van HUN Szabolcsi: 2-0 halve finale: W van UKR Yanovych: 2-0 finale: V van FRA Ballanger: 1-2 |
| Oksana Grishina                                                               | tijdrit (v)                   | 15e       | 36,169 |
| Natalia Karimova                                                              | individuele achtervolging (v) | 9e        | kwalificatie: 9de in 3.41,627 |
| Olga Slyusareva                                                               | puntenkoers (v)               | Brons     | 15 punten |
| Mountainbike                                                                  |                               |           | |
| Pavel Cherkassov                                                              | mannen                        | 20e       | 2:17.21,92 |
|                                                                               |                               |           | |
| Alla Yepifanova                                                               | vrouwen                       | 4e        | 1:50.45,43 |
| Weg                                                                           |                               |           | |
| Viatcheslav Ekimov                                                            | tijdrit (m)                   | Goud      | 57.40 |
| Evgeni Petrov                                                                 | tijdrit (m)                   | 14e       | 59.40 |
| Viatcheslav Ekimov                                                            | wegwedstrijd (m)              | 75e       | 5:34.58 |
| Sergei Ivanov                                                                 | wegwedstrijd (m)              | 36e       | 5:30.46 |
| Dimitri Konyshev                                                              | wegwedstrijd (m)              | 10e       | 5:30.34 |
| Evgeni Petrov                                                                 | wegwedstrijd (m)              | DNF       | niet gefinisht |
| Pavel Tonkov                                                                  | wegwedstrijd (m)              | 29e       | 5:30.46 |
|                                                                               |                               |           | |
| Olga Slyusareva                                                               | tijdrit (v)                   | 23e       | 45.51 |
| Zulfiya Zabirova                                                              | tijdrit (v)                   | 12e       | 44.22 |
| Svetlana Bubnenkova                                                           | wegwedstrijd (v)              | 5e        | 3:06.31 |
| Olga Slyusareva                                                               | wegwedstrijd (v)              | 42e       | 3:13.27 |
| Zulfiya Zabirova                                                              | wegwedstrijd (v)              | 7e        | 3:06.31 |

### Worstelen
| Olympiër              | Discipline  | Resultaat   | Prestatie |
| Vrije stijl           | Vrije stijl | Vrije stijl | Vrije stijl |
| --------------------- | ----------- | ----------- | --- |
| Leonid Chuchunov      | -54kg (m)   | 12e         | groep 2: 2de W van BUL Tsonov: 4-0 V van UKR Zakharuk: 0-3 |
| Murad Ramazanov       | -58kg (m)   | 8e          | groep 5: 2de W van TUR Doğan: 4-0 V van MDA Cuciuc: 0-3 W van UZB Zakhartdinov: 3-1                                                                                              |
| Murad Umakhanov       | -63kg (m)   | Goud        | groep 5: 1ste W van UKR Tedeyev: 4-1 W van PRK Jo: 3-1 kwartfinale: vrij halve finale: W van KOR Jang: 3-1 finale: W van BUL Barzakov: 3-1                                       |
| Arsen Gitinov         | -69kg (m)   | Zilver      | groep 5: 1ste W van COL Hurtado: 4-0 W van ARM Gevorgyan: 3-1 W van GRE Loizidis: 3-1 kwartfinale: vrij halve finale: W van BLR Demchenko: 3-1 finale: V van CAN Igali: 1-3      |
| Buvaisar Saitiev      | -76kg (m)   | 10e         | groep 1: 2de W van BUL Paskalev: 3-1 V van USA Slay: 1-3 |
| Adam Saitiev          | -85kg (m)   | Goud        | groep 3: 1ste W van AUS Praporshchikov: 4-0 W van BLR Musaev: 3-1 kwartfinale: W van KOR Yang: 3-0 halve finale: W van MKD Ibragimov: 3-0 finale: W van CUB Romero: 4-0          |
| Sagid Murtazaliev     | -97kg (m)   | Goud        | groep 3: 1ste W van UKR Tasoyev: 3-0 W van USA Douglas: 3-1 kwartfinale: W van GRE Xanthopoulos: 3-0 halve finale: W van GEO Kurtanidze: 3- 1 finale: W van KAZ Bayramukov: 3-0  |
| David Musulbes        | -130kg (m)  | Goud        | groep 5: 1ste W van SVK Pecha: 4-0 W van GER Thiele: 3-0 kwartfinale: vrij halve finale: W van IRI Jadidi: 3-0 finale: W van UZB Taymazov: 3-1                                   |
| Grieks-Romeins        |             |             | |
| Aleksey Shevtsov      | -54kg (m)   | 12e         | groep 4: 2de V van PRK Kang: 1-3 W van ROU Sandu: 3-1 |
| Valery Nikonorov      | -58kg (m)   | 7e          | groep 6: 2de W van TUN Barguaoui: 3-1 W van ROU Borăsc: 3-1 V van GER Yildiz: 1-3                                                                                                |
| Varteres Samurgashev  | -63kg (m)   | Goud        | groep 1: 1ste W van POL Zawadzki: 4-0 W van TUR Eroğlu: 3-1 kwartfinale: W van USA Bracken: 3-1 halve finale: W van GEO Chachua: 3-1 finale: W van CUB Marén: 3-0                |
| Aleksey Glushkov      | -69kg (m)   | Brons       | groep 6: 1ste W van POL Wolny: 3-1 W van UKR Adzhi: 3-1 W van BLR Kopytov: 4-0 kwartfinale: vrij halve finale: V van JPN Nagata: 1-3 bronzen finale: W van EST Nikitin: 3-0      |
| Murat Kardanov        | -76kg (m)   | Goud        | groep 4: 1ste W van HUN Berzicza: 3-0 W van JPN Katayama: 3-0 kwartfinale: W van SWE Abrahamian: 3-1 halve finale: W van FIN Yli-Hannuksela: 3-0 finale: W van USA Lindland: 3-0 |
| Aleksandr Menshchikov | -85kg (m)   | 13e         | groep 3: 2de W van UKR Oliynyk: 3-0 V van BLR Tsilent: 0-3 |
| Gogi Koguashvili      | -97kg (m)   | 12e         | groep 3: 2de W van USA Lowney: 1-3 W van CZE Švec: 3-1 |
| Aleksandr Karelin     | -130kg (m)  | Zilver      | groep 4: 1ste W van BUL Mureiko: 3-0 W van HUN Deák-Bárdos: 4-0 kwartfinale: W van UKR Saldadze: 3-0 halve finale: W van BLR Debelka: 3-0 finale: V van USA Gardner: 0-3         |

### Zeilen
| Olympiër                                        | Discipline     | Resultaat | Prestatie                                      |
| ----------------------------------------------- | -------------- | --------- | ---------------------------------------------- |
| Vladimir Moiseyev                               | mistral (m)    | 33e       | 251 punten: (29-31-17-30-34-32-30-30-29-27-28) |
| Yevgeni Chernov                                 | finn (m)       | 23e       | 172 punten: (26-15-24-22-20-21-19-21-10-23-21) |
| Dmitri Berezkin Mikhail Krutikov                | 470 (m)        | 11e       | 82 punten: (9-17-1-2-14-26-11-11-7-10-29)      |
|                                                 |                |           |                                                |
| Anna Basalkna Vladislava Ukraintseva            | 470 (v)        | 15e       | 102 punten: (12-15-13-4-14-13-16-12-6-14-14)   |
|                                                 |                |           |                                                |
| Vladimir Krutskikh                              | laser          | 20e       | 143 punten: (15-9-15-17-31-12-19-24-29-14-18)  |
| Aleksandr Yanin Konstantin Yemelyanov           | tornado klasse | 15e       | 118 punten: (12-17-14-16-14-14-8-13-16-13-14)  |
| Oleg Khoperskiy Andrei Kirilyuk Georgy Shayduko | soling klasse  | 6e        |                                                |

### Zwemmen
| Olympiër                                                                           | Discipline            | Resultaat | Prestatie                                                                           |
| ---------------------------------------------------------------------------------- | --------------------- | --------- | ----------------------------------------------------------------------------------- |
| Denis Pimankov                                                                     | 50m vrije slag (m)    | 16e       | serie 9: 5de in 22,74 halve finale 2: 8ste in 22,89                                 |
| Aleksandr Popov                                                                    | 50m vrije slag (m)    | 5e        | serie 10: 1ste in 22,15 halve finale 2: 2de in 22,17 finale: 6de in 22,24           |
| Denis Pimankov                                                                     | 100m vrije slag (m)   | 7e        | serie 8: 1ste in 49,45 halve finale 1: 3de in 49,43 finale: 7de in 49,36            |
| Aleksandr Popov                                                                    | 100m vrije slag (m)   | Zilver    | serie 10: 3de in 49,29 halve finale 1: 2de in 48,84 finale: 2de in 48,69            |
| Dmitry Chernyshov                                                                  | 200m vrije slag (m)   | DNS       | serie 7: niet gestart                                                               |
| Andrey Kapralov                                                                    | 200m vrije slag (m)   | 10e       | serie 7: 5de in 1.49,92 halve finale 2: 6de in 1.49,04                              |
| Aleksey Filipets                                                                   | 400m vrije slag (m)   | 14e       | serie 6: 5de in 3.52,21                                                             |
| Aleksey Filipets                                                                   | 1500m vrije slag (m)  | 4e        | serie 4: 2de in 15.10,94 finale: 4de in 14.56,88                                    |
| Aleksey Kovrigin                                                                   | 1500m vrije slag (m)  | 22e       | serie 4: 6de in 15.30,69                                                            |
| Sergey Ostapchuk                                                                   | 100m rugslag (m)      | 18e       | serie 4: 2de in 56,26                                                               |
| Sergey Ostapchuk                                                                   | 200m rugslag (m)      | 12e       | serie 6: 4de in 2.00,17 halve finale 1: 7de in 2.00,47                              |
| Dmitry Komornikov                                                                  | 100m schoolslag (m)   | 10e       | serie 7: 4de in 1.01,87 halve finale 2: 5de in 1.01,88                              |
| Roman Sludnov                                                                      | 100m schoolslag (m)   | Brons     | serie 9: 3de in 1.02,15 halve finale 1: 1ste in 1.01,15 finale: 3de in 1.00,91      |
| Dmitry Komornikov                                                                  | 200m schoolslag (m)   | 9e        | serie 7: 5de in 2.15,70 halve finale 1: 5de in 2.13,95                              |
| Roman Sludnov                                                                      | 200m schoolslag (m)   | 20e       | serie 5: 4de in 2.16,26                                                             |
| Igor Marchenko                                                                     | 100m vlinderslag (m)  | 19e       | serie 6: 7de in 53,98                                                               |
| Anatoly Polyakov                                                                   | 100m vlinderslag (m)  | 7e        | serie 6: 3de in 53,30 halve finale 2: 6de in 53,32                                  |
| Denis Pankratov                                                                    | 200m vlinderslag (m)  | 7e        | serie 5: 4de in 1.58,01 halve finale 2: 5de in 1.57,24 finale: 7de in 1.57,97       |
| Anatoly Polyakov                                                                   | 200m vlinderslag (m)  | 4e        | serie 5: 2de in 1.57,67 halve finale 2: 2de in 1.56,78 finale: 4de in 1.56,34       |
| Aleksey Kovrigin                                                                   | 200m wisselslag (m)   | 17e       | serie 3: 1ste in 4.22,21                                                            |
| Dmitry Chernyshov Andrey Kapralov Leonid Khokhlov Denis Pimankov Aleksandr Popov   | 4x100m vrije slag (m) | DSQ       | serie 2: 2de in 3.19,70 finale: gediskwalificeerd                                   |
| Dmitry Chernyshov Aleksey Filipets Andrey Kapralov Sergey Lavrenov Aleksey Yegorov | 4x200m vrije slag (m) | 8e        | serie 1: 4de in 7.23,58 finale: 8ste in 7.24,37                                     |
| Vladislav Aminov Dmitry Komornikov Igor Marchenko Denis Pimankov                   | 4x100m wisselslag (m) | 9e        | serie 1: 4de in 3.40,83                                                             |
|                                                                                    |                       |           |                                                                                     |
| Yekaterina Kibalo                                                                  | 50m vrije slag (v)    | 33e       | serie 7: 6de in 26,37                                                               |
| Yekaterina Kibalo                                                                  | 100m vrije slag (v)   | 20e       | serie 6: 6de in 56,97                                                               |
| Nadezhda Chemezova                                                                 | 200m vrije slag (v)   | 4e        | serie 5: 3de in 2.00,47 halve finale 2: 4de in 1.59,69 finale: 4de in 1.58,86       |
| Nadezhda Chemezova                                                                 | 400m vrije slag (v)   | 5e        | serie 4: 2de in 4.10,76 finale: 5de in 4.10,37                                      |
| Irina Ufimtseva                                                                    | 400m vrije slag (v)   | 17e       | serie 4: 5de in 4.15,41                                                             |
| Irina Ufimtseva                                                                    | 800m vrije slag (v)   | 17e       | serie 3: 7de in 8.44,64                                                             |
| Irina Rayevskaya                                                                   | 100m rugslag (v)      | 29e       | serie 3: 6de in 1.04,67                                                             |
| Yuliya Fomenko                                                                     | 200m rugslag (v)      | DNS       | serie 5: niet gestart                                                               |
| Irina Rayevskaya                                                                   | 200m rugslag (v)      | 19e       | serie 4: 6de in 2.16,13                                                             |
| Olga Bakaldina                                                                     | 100m schoolslag (v)   | 17e       | serie 5: 6de in 1.10,53                                                             |
| Olga Bakaldina                                                                     | 200m schoolslag (v)   | 5e        | serie 5: 2de in 2.28,19 halve finale 2: 3de in 2.25,41 (NR) finale: 5de in 2.25,47  |
| Nataliya Sutyagina                                                                 | 100m vlinderslag (v)  | 11e       | serie 7: 4de in 59,50 (NR) halve finale 1: 5de in 59,30 (NR)                        |
| Yekaterina Vinogradova                                                             | 100m vlinderslag (v)  | 31e       | serie 5: 8ste in 1.01,54                                                            |
| Yekaterina Vinogradova                                                             | 200m vlinderslag (v)  | 18e       | serie 3: 7de in 2.11,94                                                             |
| Oksana Verevka                                                                     | 200m wisselslag (v)   | 6e        | serie 3: 1ste in 2.13,48 (NR) halve finale 2: 3de in 2.14,04 finale: 6de in 2.13,88 |
| Oksana Verevka                                                                     | 400m wisselslag (v)   | 10e       | serie 2: 3de in 4.45,07                                                             |
| Marina Chepurkova Yekaterina Kibalo Inna Yaitskaya Lyubov Yudina                   | 4x100m vrije slag (v) | 10e       | serie 1: 5de in 3.46,79                                                             |
| Nadezhda Chemezova Yuliya Fomenko Irina Ufimtseva Lyubov Yudina                    | 4x200m vrije slag (v) | 10e       | serie 2: 6de in 8.08,03 (NR)                                                        |
| Olga Bakaldina Nataliya Sutyagina Oksana Verevka Inna Yaitskaya                    | 4x100m wisselslag (v) | 9e        | serie 2: 5de in 4.09,64                                                             |

Albanië · Algerije · Amerikaanse Maagdeneilanden · Amerikaans-Samoa · Andorra · Angola · Antigua en Barbuda · Argentinië · Armenië · Aruba · Australië · Azerbeidzjan · Bahama's · Bahrein · Bangladesh · Barbados · België · Belize · Benin · Bermuda · Bhutan · Bolivia · Bosnië en Herzegovina · Botswana · Brazilië · Britse Maagdeneilanden · Brunei · Bulgarije · Burkina Faso · Burundi · Cambodja · Canada · Centraal-Afrikaanse Republiek · Chili · China · Chinees Taipei · Colombia · Comoren · Congo-Brazzaville · Congo-Kinshasa · Cookeilanden · Costa Rica · Cuba · Cyprus · Denemarken · Djibouti · Dominica · Dominicaanse Republiek · Duitsland · Ecuador · Egypte · El Salvador · Equatoriaal-Guinea · Eritrea · Estland · Ethiopië · Fiji · Filipijnen · Finland · Frankrijk · Gabon · Gambia · Georgië · Ghana · Grenada · Griekenland · Groot-Brittannië · Guam · Guatemala · Guinee · Guinee‑Bissau · Guyana · Haïti · Honduras · Hongarije · Hongkong · Ierland · IJsland · India · Indonesië · Irak · Iran · Israël · Italië · Ivoorkust · Jamaica · Japan · Jemen · Joegoslavië · Jordanië · Kaaimaneilanden · Kaapverdië · Kameroen · Kazachstan · Kenia · Kirgizië · Koeweit · Kroatië · Laos · Lesotho · Letland · Libanon · Liberia · Libië · Liechtenstein · Litouwen · Luxemburg · Macedonië · Madagaskar · Malawi · Malediven · Maleisië · Mali · Malta · Marokko · Mauritanië · Mauritius · Mexico · Micronesië · Moldavië · Monaco · Mongolië · Mozambique · Myanmar · Namibië · Nauru · Nederland · Nederlandse Antillen · Nepal · Nicaragua · Nieuw-Zeeland · Niger · Nigeria · Noord-Korea · Noorwegen · Oeganda · Oekraïne · Oezbekistan · Oman · Oostenrijk · Pakistan · Palau · Palestina · Panama · Papoea-Nieuw-Guinea · Paraguay · Peru · Polen · Portugal · Puerto Rico · Qatar · Roemenië · Rusland · Rwanda · Saint Kitts en Nevis · Saint Lucia · Saint Vincent en Grenadines · Salomonseilanden · Samoa · San Marino ·  Sao Tomé en Principe · Saoedi-Arabië · Senegal · Seychellen · Sierra Leone · Singapore · Slovenië · Slowakije · Soedan · Somalië · Spanje · Sri Lanka · Suriname · Swaziland · Syrië · Tadzjikistan · Tanzania · Thailand · Togo · Tonga · Trinidad en Tobago · Tsjaad · Tsjechië · Tunesië · Turkije · Turkmenistan · Uruguay · Vanuatu · Venezuela · Verenigde Arabische Emiraten · Verenigde Staten · Vietnam · Wit-Rusland · Zambia · Zimbabwe · Zuid-Afrika · Zuid-Korea · Zweden · Zwitserland · Individuele olympische atleten